# Buchillustration

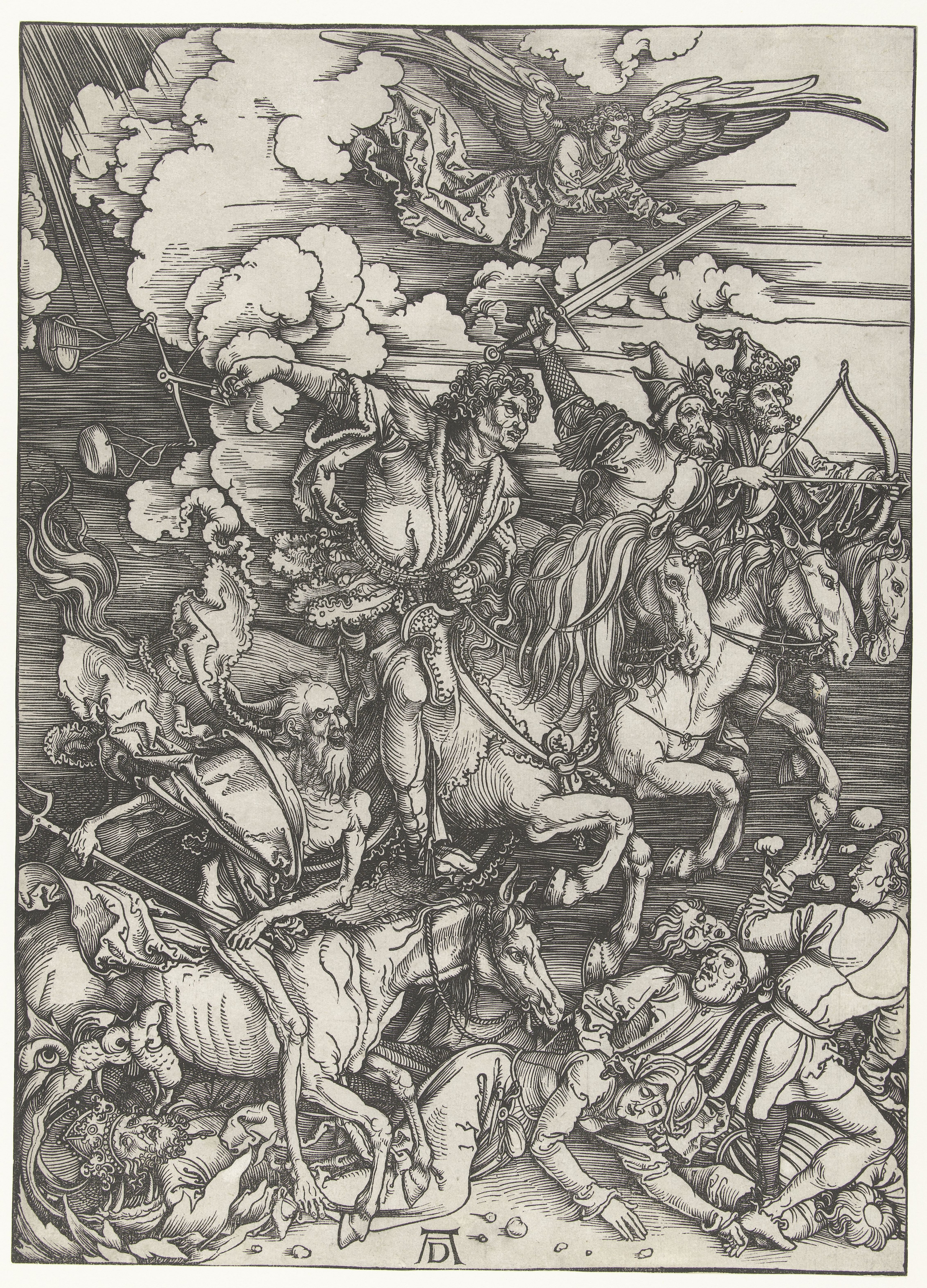
Albrecht Dürer: Das Blatt Die apokalyptischen Reiter ist das vierte von 15 Blättern aus der Apokalypse von 1498. Dürer illustriert in diesem Werk die Offenbarung des Johannes

Als Buchillustration (von lateinisch illustratio, zu lateinisch illustrare, erleuchten, erhellen) bezeichnet man eine spezielle Form der Illustration (bildliche Erläuterung/Hervorhebung), in der Bilderfolgen der Ergänzung und der Erhellung eines Buchtextes dienen. Wenn sich die Illustration allgemein über ihre Beziehung zu einer Textvorlage definiert, dann tut es die Buchillustration sowohl über ihren direkten Textbezug als auch über ihr konkretes Eingebundensein in die Buchform. Zwar ist die Buchillustration an das Buchformat gebunden, und auch die Abfolge der Seiten ist festgelegt, es ist jedoch offen, ob – je nach dem Stand der Technik und der künstlerischen Intention – die Abbildungen getrennt vom Text stehen, in diesen integriert sind oder sich auf einer eigenen Seite befinden, die der gemeinten Textstelle nicht immer gegenüberliegen muss. Illustration wirkt dreifach: als Schmuck, als Erläuterung und als Deutung.
Buchillustration bezeichnet die drucktechnisch durchgeführte Bebilderung und grenzt sich dadurch von der mittelalterlichen Buchmalerei ab, die stets nur in einer einzigen Handschrift zu finden ist. Aus diesem Grund ist die Geschichte der Buchillustration mit der Entwicklung des Buchdrucks und dem Fortschritt auf dem Gebiet der druckgrafischen Bildreproduktion direkt verknüpft.
Zwei Funktionen sollten dabei unterschieden werden: Zum einen die Illustration als Zierde, Erläuterung und Deutung für im weitesten Sinn belletristische Werke und zum anderen die Illustration eines wissenschaftlichen oder rein sachlich gemeinten Textes in dokumentarischer Funktion. Es gibt indessen auch Mischformen zwischen diesen beiden Grundtypen der Illustration.
Schon Jahrhunderte, bevor der Pressendruck erfunden wurde, widmete man sich in der Buchmalerei der künstlerischen Buchgestaltung. Nachdem Johannes Gutenberg den Buchdruck mit beweglichen Lettern erfunden hatte, konnten sich der ornamentale Buchschmuck und auch die Illustration an sich weiterentwickeln.

## 15. Jahrhundert

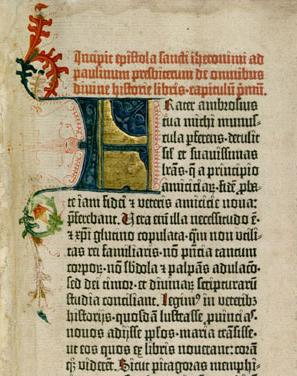
Die Gutenberg-Bibel: Teil 1. Altes Testament, Vorrede des Hieronymus, entstanden zwischen 1452 und 1454 in Mainz

Die Anfänge der Illustration des gedruckten Buchs im 15. Jahrhundert bringen nichts völlig Neues, sondern verbinden zunächst die alte Tradition der illuminierten Handschriften mit den Errungenschaften der Buchdruckertechnik.
Das teure Pergament wurde vom Papier als Beschreibstoff abgelöst, da dieses in der Herstellung billiger war und sich auch besser für den Holztafeldruck, den Kupferdruck und den typografischen Druck eignete. Als Vorstufe der Holzschnittillustration kann der Zeugdruckmodel seit Ende des 14. Jahrhunderts gesehen werden. Stilistischen Einfluss nahmen auch die Bleiruten mittelalterlicher Glasfenster.
Seit Anfang des 15. Jahrhunderts schmücken kolorierte Federzeichnungen volkstümliche Schriften, die zur Vorlage für den Bilderschmuck im Holzschnitt wurden. Auch waren Spielkarten wichtig für die formale Entwicklung des Holzschnitts. Neben den kolorierten Federzeichnungen wurde die Miniaturmalerei mit Deckfarben wichtig, die vor allem in liturgischen Prachthandschriften ihre Verwendung fanden.
Der Initialschmuck und das Rankenwerk, wie sie bei Drucken Gutenbergs in Mainz oder Johann Zainers in Ulm zu finden sind, waren neben den Randeinfassungen der Kölner und Straßburger Drucke direkte Nachbildungen des ornamentalen Schmucks liturgischer Handschriften. Schon von Anfang an sollte das fertig gedruckte Buch in Text und Bild ebenbürtig neben den Bilderhandschriften stehen.

### Die Illustration in Blockbüchern und Inkunabeln

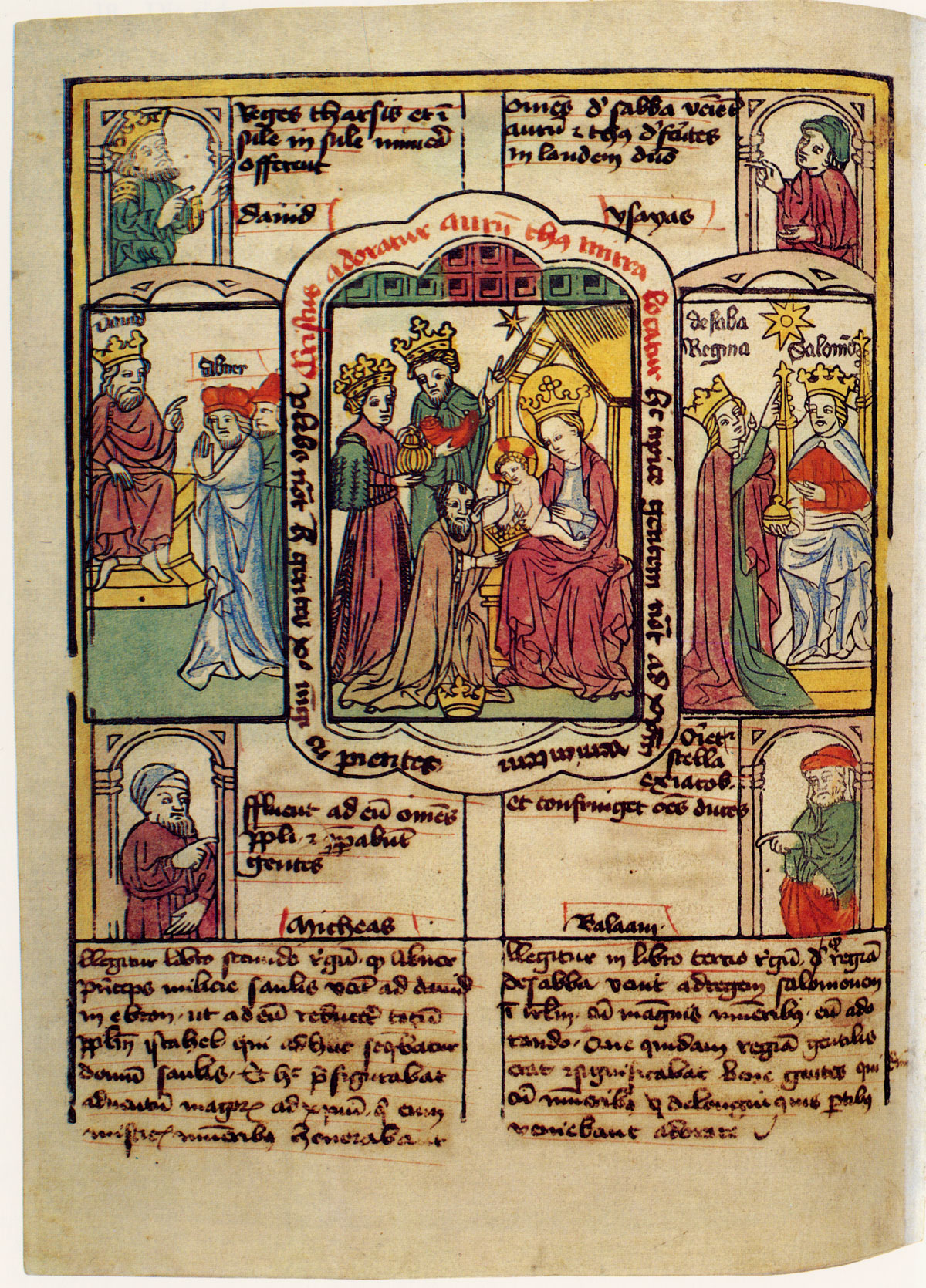
Biblia pauperum, um 1455: Blockbuch mit teils eingedrucktem, überwiegend aber handschriftlich ergänztem Text

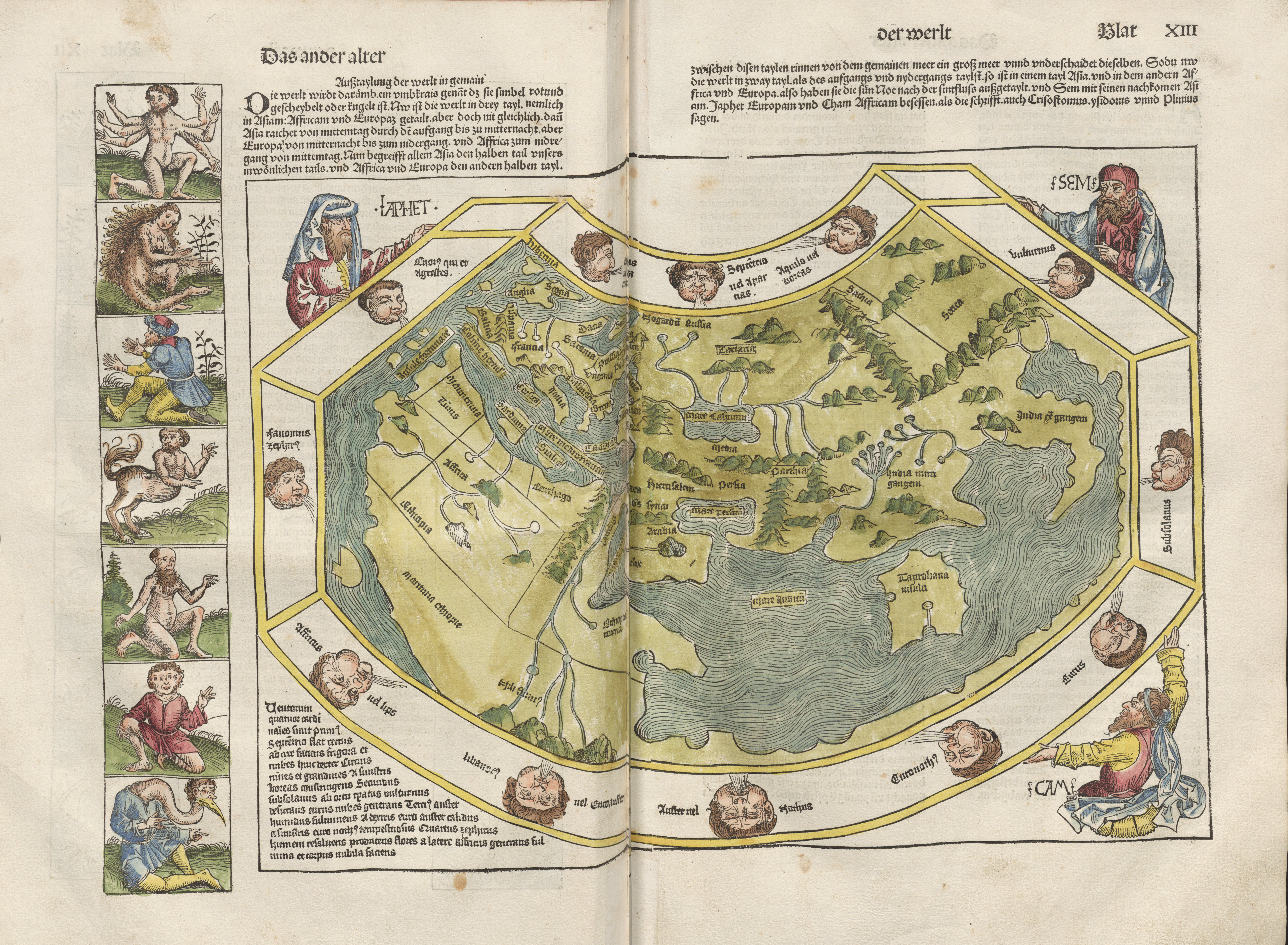
Die Schedelsche Weltchronik, 1493. „Die werlt wirdt darumb ein umbkrais genant, da sie simbel rotund gescheybelt oder kugelt ist.“ An den Ecken sind die biblischen Stammväter Europas, Asiens und Afrikas abgebildet: Japhet, Sem und Cham.

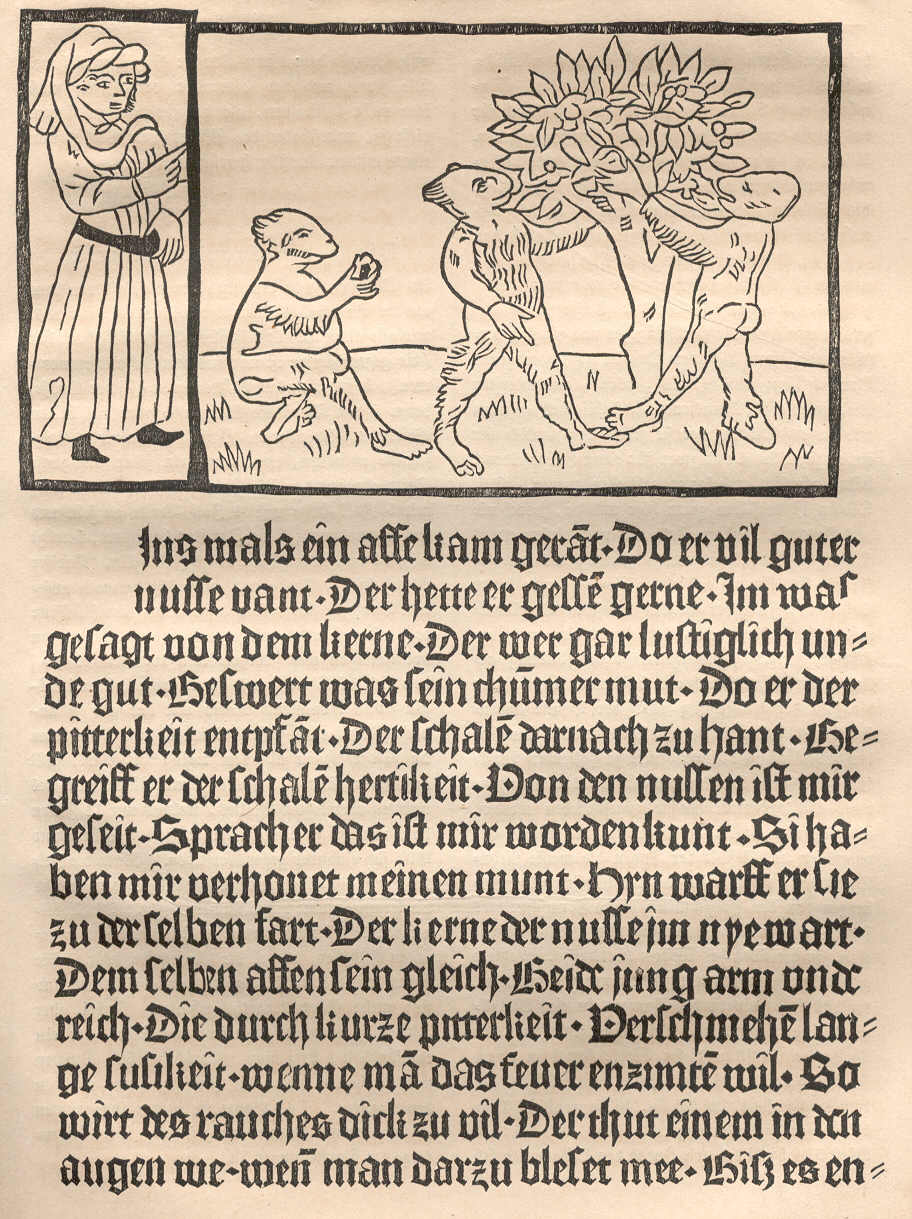
Seite aus dem Edelstein, gedruckt von Albrecht Pfister in Bamberg 1461 (Faksimile, 1840)

Wichtige Zwischenstufen zwischen den Bilderhandschriften und dem späteren illustrierten Druck, bilden der Einblattdruck und das Blockbuch, wie z. B. die Biblia pauperum 1430/1440, Heidelberg, die niederländische Ars moriendi um 1450 und eine niederländische Apokalypse um 1430. Die Bebilderung war in dieser Zeit eine Verständnishilfe für Laien, die des Lesens unkundig waren. Ein Charakteristikum der meisten Blockbücher und Einblattholzschnitte bildet die nachträgliche Kolorierung. Auch der Kupferdruck wurde für solcherlei Werke bedeutend, und dank der erstaunlichen künstlerischen Leistungen von Kupferstechern wie Martin Schongauer, Anfang des 15. Jahrhunderts, wurde auch der Holzschnittstil sehr positiv beeinflusst.
Anfang des 15. Jahrhunderts war außer in Florenz und Brügge der Kupferstich für Buchillustratoren noch kaum von Bedeutung. Bis Mitte der 1570er Jahre oblag die Holzschnittillustration einzig handwerklich begabten anonymen Briefdruckern, die ihre Aufträge von Druckereien empfingen. Oft stammte der Entwurf und die Übertragung auf den Holzstock vom selben Künstler, während der Formschneider ein geübter Handwerker war. Diese Trennung kann man nicht verallgemeinern, da es auch Künstler wie Albrecht Dürer gab, die selbst ihre Vorlagen in Holz schnitzten.
Als sich der Buchdruck ausbreitete, lieferten die verschiedenen Künstler ihre Vorlagen, die dann von Formschneidern in das Holz geschnitten wurden: Beispielsweise der Boccacio-Meister aus Ulm und Augsburg um 1471 und Peter Drach, Meister der Offizin in Speyer um 1480 sowie Michael Wolgemut und Wilhelm Pleydenwurff um 1491 in Nürnberg.
Bei den frühen Holzschnitten wurden stets der Umriss der Formen durch den sogenannten Stegschnitt erzielt. Durch die nachträgliche Kolorierung der freibleibenden Flächen war die Wirkung der Drucke glasfensterähnlich. Da der Holzschnitt – orientiert am Kupferstich – immer filigraner und detaillierter wurde, konnte zunehmend auf eine Kolorierung verzichtet werden. Außerdem bemühte man sich immer mehr um eine realistische, naturnahe Bildwiedergabe. Der komplizierte Farbholzschnitt, wie man ihn bei liturgischen Werken um 1491 in Augsburg wieder findet, blieb vorerst ohne Nachfolge.
Der Metallschnitt war in Deutschland außer in Mainz und Köln eher unüblich, war dafür aber in Frankreich gerade für die Illustrationen der Stundenbücher (Livre d’heures) von großer Wichtigkeit.
Die ersten Bücher, die schon über einen typografischen Satz verfügten, waren zwar Imitationen der kalligrafierten und illuminierten Handschriften, bildeten aber trotzdem einen bedeutenden Meilenstein für die zukünftige Entwicklung der Buchproduktion. Diese Wiegendrucke oder Inkunabeln kamen aufgrund ihrer Thematik (Theologie, Scholastik, Rechtswissenschaft) meist ohne Bildwerk aus, Bücher in der Landessprache, die sich an die gebildeten Laien wandten, brauchten allerdings Illustrationen. Hatten die Abbildungen in Blockbüchern noch selbsterklärenden Charakter und vermittelten so auch dem Leseunkundigen eine Intention, so erläuterte nun im Rahmen der Buchillustration das Bild den Text. Die ersten Werke in Deutschland, die das betraf, gehörten zu der Gattung der allgemeinen Erbauungs- und Predigtliteratur. Hinzu kamen Fabelbücher (zum Beispiel von Äsop, Terenz oder das Panchatantra), Volksbücher und Ritterromane (Melusine, Ritter vom Turm) und italienische Novellen wie die Boccacios.
1461 erschienen die ersten Bücher mit gesetztem Text und Holzschnittillustrationen: In Bamberg druckte Albrecht Pfister den Edelstein von Ulrich Boner und den Ackermann aus Böhmen von Johann von Tepl. Text und Bilder wurden damals noch in einem separaten Vorgang gedruckt. Das erste Sachbuch erschien 1472: de re militari von Robertus Valturius und zeigte Kriegsgeräte in Holzschnitten (vermutlich von Mattei de' Pasti und von Johannes Nicolai) in Verona gedruckt. Venedig entwickelte sich zu einem wichtigen Standort für Drucker. Dort produzierte auch Erhard Ratdolt im Jahr 1476 seinen Kalender für Jean de Monteregio unter erstmaliger Verwendung eines Titelblattes.

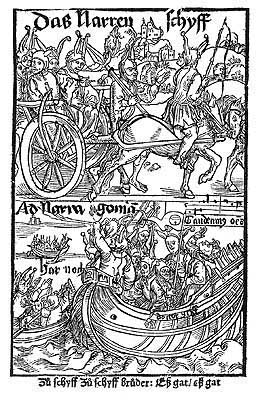
Albrecht Dürer: Titelseite von Sebastian Brants Daß Narrenschyff, um 1493

Ab den 1480er Jahren erweiterte sich der Themenbereich umfangreich: Vorerst kamen Reisebeschreibungen (Bernhard von Breidenbach), Welt- und Länderkunden (Lirar, Hartman Schedel) und Werke der populären Medizin und Naturwissenschaften hinzu. Später bezog man auch Übersetzungen diverser alter Klassiker (wie der Eunuchus von Terenz) mit ein sowie zeitgenössische Dichtungen (Sebastian Brant: Das Narrenschiff) und auch einige Werke in lateinischer Sprache (z. B. die Dürer-Apokalypse).
Einen vorläufigen Höhepunkt erreichte die Buchillustration 1499, ebenfalls in Venedig, mit Francesco Colonnas Hypnerotomachia Poliphili, wo Schrift und Bild in vollkommener Harmonie verschmelzen. 1493 entstand durch Anton Koberger in Nürnberg der Druck von Hartmann Schedels Liber cronicarum (die Weltchronik). Zu den Formschneidern, die 645 Druckstöcke bearbeiteten, aus denen dann die 1809 Illustrationen hervorgingen, gehörten u. a. Michael Wolgemut und Wilhelm Pleydenwurff.
Die Epoche des 15. Jahrhunderts war von kulturellen und geistesgeschichtlichen Veränderungen geprägt und hat dadurch der Illustration Zugang zu allen Bereichen der Information verschafft, wodurch sie eine weite Verbreitung erfuhr. Im 15. Jahrhundert produzierte Deutschland mit Abstand die meisten Bücher, gefolgt von den Niederlanden, die allerdings ebenfalls unter deutschem Einfluss standen. Zwar findet man im romanischen Raum auch vereinzelt Beispiele für deutsche Vorbilder, jedoch zeichneten sich diese Länder durch eigene Textwahl und die dazu passenden, exzellenten Illustrationen aus.

## 16. Jahrhundert

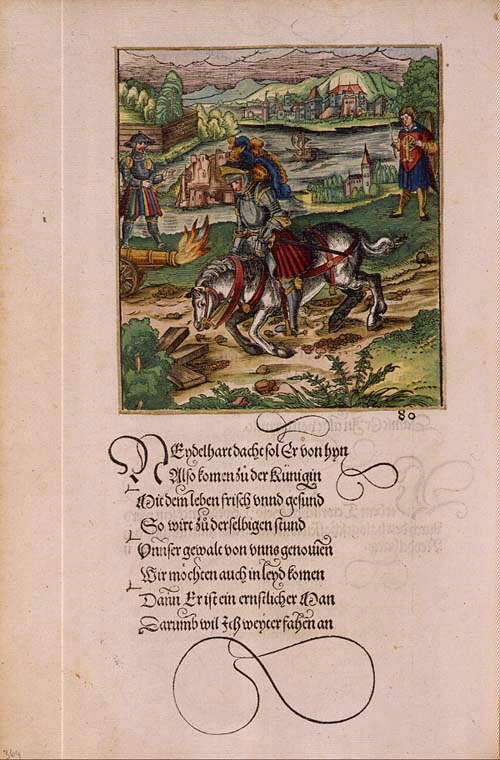
Seite aus dem Theuerdank, 2. Auflage 1519: Kolorierter Holzschnitt nach Leonard Beck. Kapitel 80: Maximilians Pferd wird von einer Kanonenkugel getroffen und stürzt

Man schätzte nun sowohl die informative, als auch die schmückende Funktion der Illustrationen, wie sie von nun an in Büchern zu finden war, als verkaufsfördernd und erfolgreich ein. Im letzten Drittel des 15. Jahrhunderts kam der Typ des Holzschnittbuchs auf, das als Vorbild des Buches im 16. Jahrhundert diente. Es kam nach 1500 somit zu einem Aufschwung der Buchillustration.
Die Holzschnitttechnik wurde immer mehr perfektioniert und verfeinert und entwickelte sich zu einer eigenen Kunstform. Exemplarisch dafür sind die Werke von Albrecht Dürer, Lucas Cranach, Hans Holbein d. J., und Hans Burgkmair d. Ä., die wiederum nachfolgende Künstler beeinflussten. Von nun an wurde der Werkstattzusammenhang von Drucker und Illustrator aufgehoben, und die Künstler arbeiteten eigenständig für unterschiedliche Auftraggeber.
Zu den bedeutendsten Leistungen des frühen 16. Jahrhunderts zählen die buchkünstlerischen Unternehmungen, die durch den kunstbegeisterten Kaiser Maximilian I. initiiert wurden, so beispielsweise das Gebetbuch, der Theuerdank und die Bilderfolge zum Weißkunig.

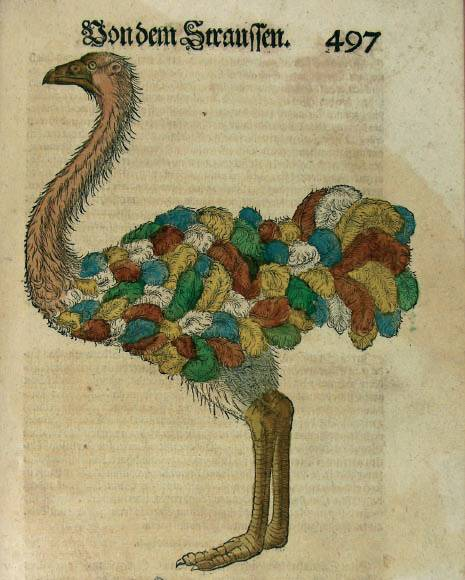
Conrad Gessner: Illustration eines Strauß mit fiktiver Farbgebung aus dem Vogelbuch

1525 erschien, erneut bei Anton Koberger in Nürnberg, eine bebilderte Instruktion für Künstler Vnderweysung der Messung mit dem Zirkel und richtscheyt von Albrecht Dürer. Conrad Gessner brachte in Zürich 1551–1587 seine Historia animalum heraus, und 1556 druckte Johann Froben in Basel das Werk De re metallica, das von Georgius Agricola stammt und den Bergbau behandelt.
Ein bibliophiles Unikat, das 1513 von Johann Schönsperger in Nürnberg gedruckt wurde, ist ein Gebetbuch aus Pergament, das eigens für Kaiser Maximilian angefertigt wurde und heute in der Staatsbibliothek in München und in der Bibliothèque Municipale in Besançon zu besichtigen ist. Das Werk wurde von Dürer, Hans Baldung Grien, Jörg Breu der Ältere und anderen Meistern mit kunstvollen Randzeichnungen versehen.
Die Buchgestaltung allgemein und speziell die Illustration wurden stark durch die Einflüsse der Reformation, Renaissance und des Humanismus geprägt. Der Buchschmuck war mehr als nur die Illustration: Initialen, Randleisten, Kopf- und Schlussstücke, Druckersignete sowie Titelrahmen prägten das Erscheinungsbild.
In Deutschland bildeten sich verschiedene Stile der Buchkunst heraus, die erst ab Mitte des Jahrhunderts zu verflachen begannen oder durch ihre Ornamentlastigkeit die Bebilderung in den Hintergrund rückten.
In der zweiten Jahrhunderthälfte wurden auch die künstlerischen Talente rar, und der Holzschnitt verlor an Qualität. Im 17. Jahrhundert sank er schließlich so tief ab, dass er als mindere Illustrationstechnik von Radierung und Kupferstich verdrängt wurde, obwohl nun zusätzlicher Aufwand durch den Tiefdruck nötig war.
Der Holzschnitt der Frühzeit war von Flächigkeit geprägt. Der Kupferdruck verhalf der Abbildung zur Präzision und erzeugte die Illusion von Räumlichkeit. Die Art der Bebilderung, die seit Beginn der Aufklärung bevorzugt für wissenschaftliche Werke, zum Beispiel im anatomischen Bereich, verwendet wurde, kündigte die Aufspaltung in künstlerische Illustration und wissenschaftliche Abbildung an, für die die künstlerische Qualität unerheblich war.

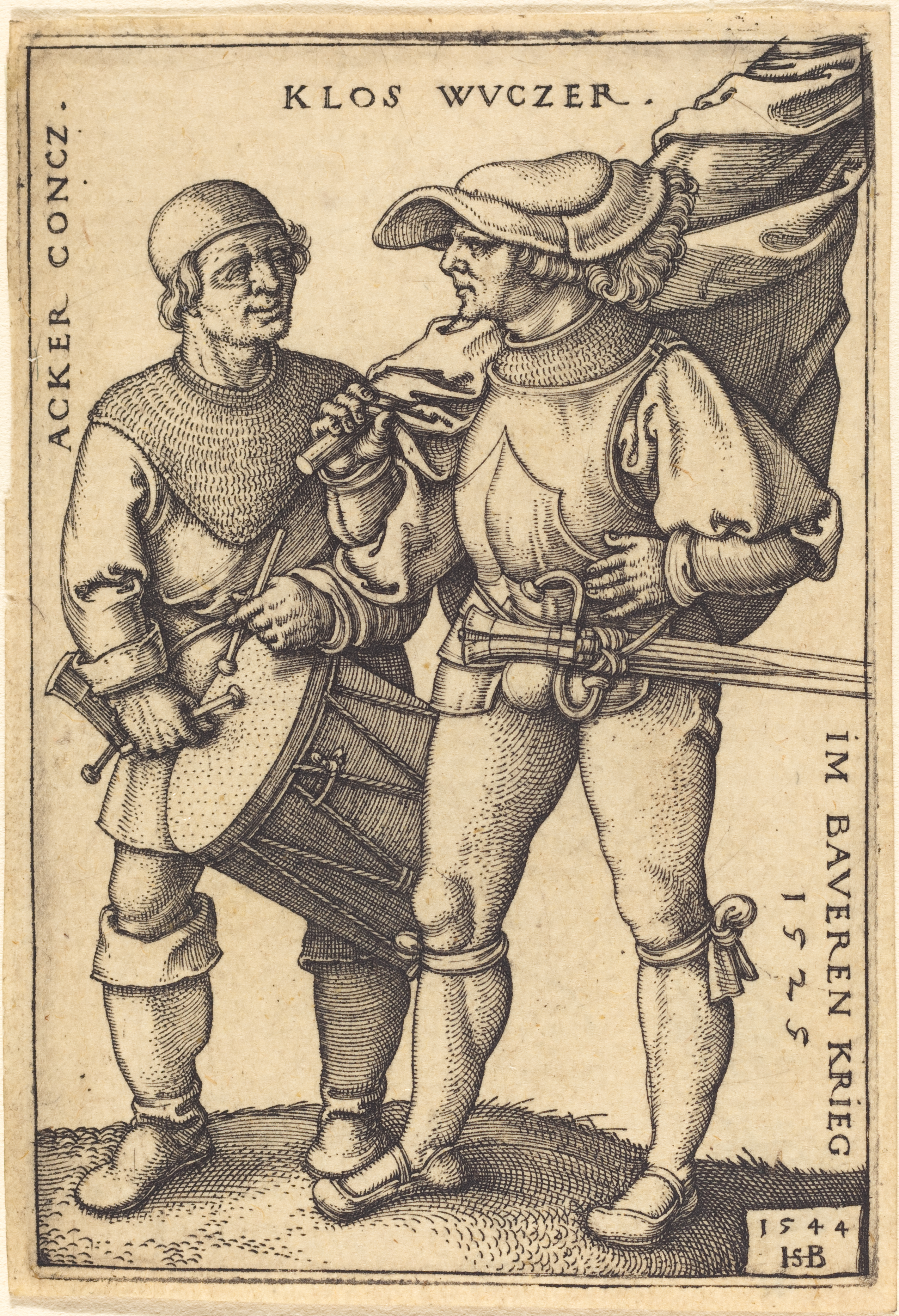
Hans Sebald Beham: Acker Concz und Klos Wuczer im Baveren Krieg, 1525, 1544

Themen und Stoffe der Illustration waren zu Beginn des 16. Jahrhunderts unter anderem vor allem religiöser Natur: Man fand sie vor allem in Bibeln, Postillen, Erbauungsliteratur, Gebetbüchern, Heiligenleben.
Während der Reformationszeit kam dann die Bildsatire, das Kampfbild und die Karikatur auf. Auch die wissenschaftliche Sachillustration gewann in Werken über die Bergwerks-, Maschinen- und Kriegstechnik sowie in Büchern über Botanik und Medizin immer mehr an Bedeutung. Diese Art der Illustration wurde ebenfalls wichtig für Werke über Architektur, wie die Architectura von Wendel Dietterlin (1598) und Festungsbaukunst, Festlichkeiten, in Chroniken und topografischen Ansichtswerken, Porträtsammlungen, geographischen Büchern und Reiseliteratur.
Auf den Flugschriften und Einblattdrucken, die in dieser Zeit der frühbürgerlichen Revolution entstanden, finden sich teilweise künstlerische bedeutende Holzschnitte.
Im 16. Jahrhundert bestimmten vor allem Deutschland, Frankreich und Italien den Buchillustrationsmarkt.
Im 17. Jahrhundert gewannen dann Frankreich, Holland und Italien schnell an Bedeutung und führten Radierung sowie Kupferstich ein, während in Deutschland diese Entwicklung durch den Dreißigjährigen Krieg verzögert wurde. In Deutschland gehörten zu den wichtigsten Künstlern im Bereich der Illustration u. a. Hans Baldung (genannt: Grien), die Brüder Barthel und Hans Sebald Beham, Hans Burgkmair, Lucas Cranach, Albrecht Dürer, Hans Holbein u. a. In den Niederlanden sind es: Hendrick Cornelisz Vroom, Anthonis van Dyck, Romeyn de Hooghe, Lucas van Leyden und Jan Swart van Groningen. Eine von Groningen ausgestattete Bibel druckte einst Willem Vorstermann 1528 in Antwerpen. Wichtig für Frankreich, das schon bald eine Vorreiterstellung im Bereich der Typografie einnahm, waren vor allem Abraham Bosse, Jacques Callot, Bernhard Salomon, Geoffroy Tory (Champfleury, 1529), Jean Cousin d.Ä. (Livre de Perspective, 1560) und Jean Cousin d. J. In Italien waren es die Künstler Giulio Antonio Bonasone, Annibale Carracci, Giovanni Battista Franco, u. a.

## 17. Jahrhundert

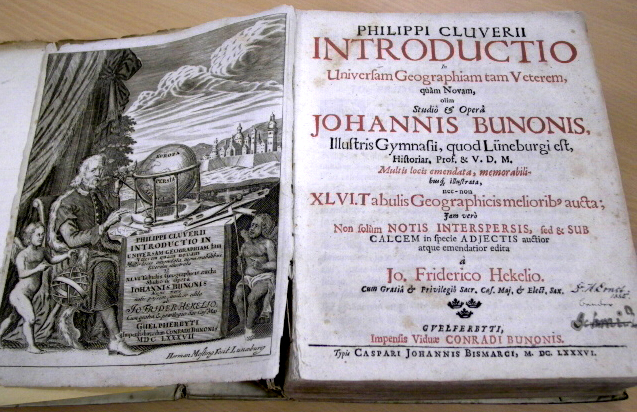
Frontispiz der Introductio in Geographiam Universam von Philipp Clüver, 1686 (Archiv Gymnasium Langenberg)

Während das 16. Jahrhundert von hervorragenden Buchillustratoren und einer mannigfaltigen Illustrationslandschaft geprägt war, brachte das 17. Jahrhundert zwar eine große Materialfülle, aber nur wenige nennenswerte Werke hervor. Statt auf die Holzschnittillustration konzentrierte man sich nun auf den Kupferstich und die Radierung. Besondere Bedeutung kam dabei dem Titelkupfer, also der Schmückung des Buches durch ein Frontispiz zu, und einem dem Titelblatt folgenden „Vollbildkupfer“, der meist auf das Thema des Buches bezogen war.
Da die Buchillustrationen jetzt hauptsächlich zur Texterläuterung genutzt wurden, ging die eigenständige künstlerische Qualität teilweise verloren.
Im 17. Jahrhundert findet man häufig Schilderungen von historischen Ereignissen mit eingebundenen topographischen und quellenhaften Bilder, sowie zu Repräsentationszwecken verwendete Porträtstiche, die entweder in Büchern aufgenommen wurden, um einer Person zu huldigen, oder in Zusammenhang mit Porträtwerken auftraten.
Beispielhaft sind dafür die Werke der Kupferstecherfamilie Kilian in Augsburg: Lukas und Wolfgang Kilian: Fuggerorum et Fuggerarum imagines 1618. Die beiden Brüder Lukas (1579–1637) und Wolfgang (1581–1662) schufen neben Porträts vor allem Ornamentstiche, Titelblätter und Illustrationen zu Geschichtswerken und religiösen Büchern.

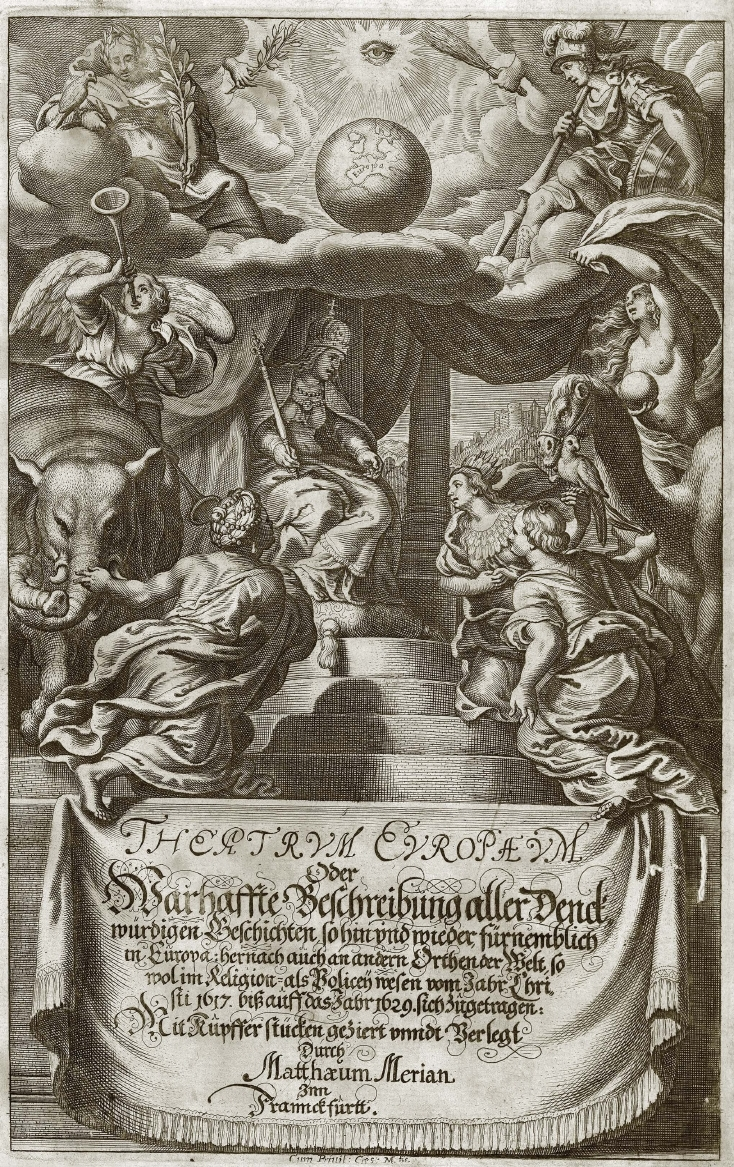
Mattäus Merian: Titelblatt des Theatrum Europaeum, 2. Auflage 1643

Wichtig für die Buchillustration waren in diesem Jahrhundert auch Städtebücher, wie die 2000 Stadtansichten, die Matthäus Merian ab 1642 zur Topographia Germaniae stach, Reiseberichte und kartographische Werke. Große Vorbilder waren dabei das Theatrum Orbis Terrarum von Abraham Ortelius 1570 und die Stiche Franz Hogenbergs zu Georg Brauns Werk Civitates orbis terraum von 1572. Zunächst brachte Theodor de Bry (1528–1598), der zuerst in Straßburg, dann in Frankfurt am Main lebte, illustrierte Reiseberichte heraus.
Als 1618 dann der Schweizer Matthäus Merian (1593–1650) de Brys Tochter heiratete, machte dieser seine eigene Werkstatt auf und übernahm 1624 das in Frankfurt neu gegründete Verlagshaus des Schwiegervaters. Dort brachte er das üppig illustrierte Sammelwerk Theatrum europaeum heraus, das 21 Bände umfassend, im Zeitraum von 1633 bis 1738 mit Texten von Martin Zeiller erschien. Am weitaus bekanntesten sind Merians Topographien in 29 Bänden, die von 1642 bis 1672 erschienen. Darin enthalten waren 92 Karten, 1486 Kupferstiche und 2142 Einzelansichten. Besonders hervorheben muss man auch seine Illustrationen zu Bibel, die er selbst gezeichnet und gestochen hat.

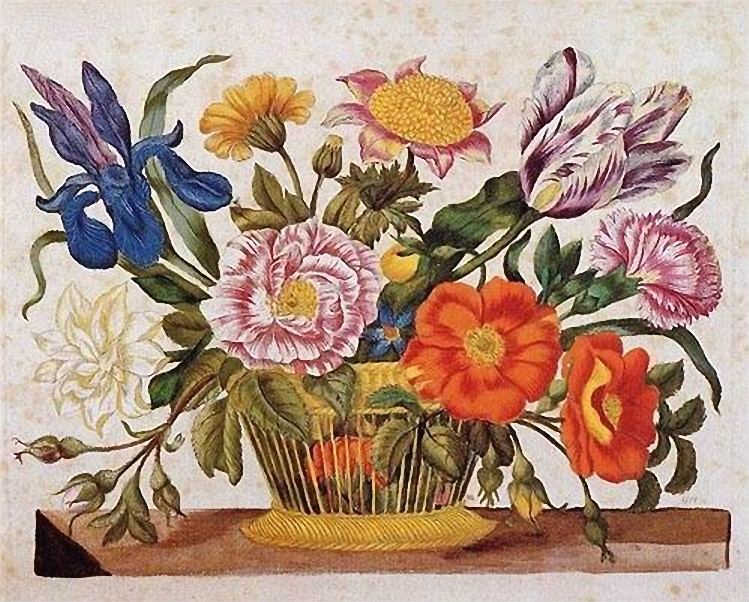
Maria Sibylla Merian: Kolorierter Kupferstich aus Das Neue Blumenbuch, 1680

Sehr beliebt waren im 17. Jahrhundert neben Büchern mit naturwissenschaftlichen Illustrationen auch Blumenbücher, wie die der Maria Sibylla Merian (1647–1717), die besonders geschätzt wurden.
Ein sehr talentierter Illustrator dieser Zeit war Wenzel Hollar (1607–1677), der zwei Jahre lang auch in Merians Werkstatt tätig war. Über Straßburg kam er nach Köln, wo er den bekannten Sammler und Mäzen Thomas Howard kennenlernte, der in mit ins Gefolge nahm. Neben Hollars Landschaftsdarstellungen sind seine Illustrationen zu Ornatus mulieris, die 1640 in London entstanden, hervorzuheben.
Zu den herausragenden Beispielen der Buchillustration, durch ihre Fülle und ihren Variationsreichtum, gehören im 17. Jahrhundert die Emblembücher. Ein Meister dieser Form war Johannes Sambucus. Insgesamt war im 17. Jahrhundert die Buchillustration, dem Zeitgeist entsprechend, um die exakte Wiedergabe von Dingen bemüht.

## 18. Jahrhundert
Anfänglich konzentrierte sich – wie im 17. Jahrhundert – die Buchillustration auf das Ausschmücken von Reiseliteratur, Porträtbänden, naturwissenschaftlichen und kulturhistorischen Werken, sowie von Bibelausgaben und Erbauungsschriften. Ab der Jahrhundertmitte fand die Illustration dann allerdings auch in der schönen Literatur Anwendung. Fast alle großen literarischen Werke der Vergangenheit wurden bebildert.

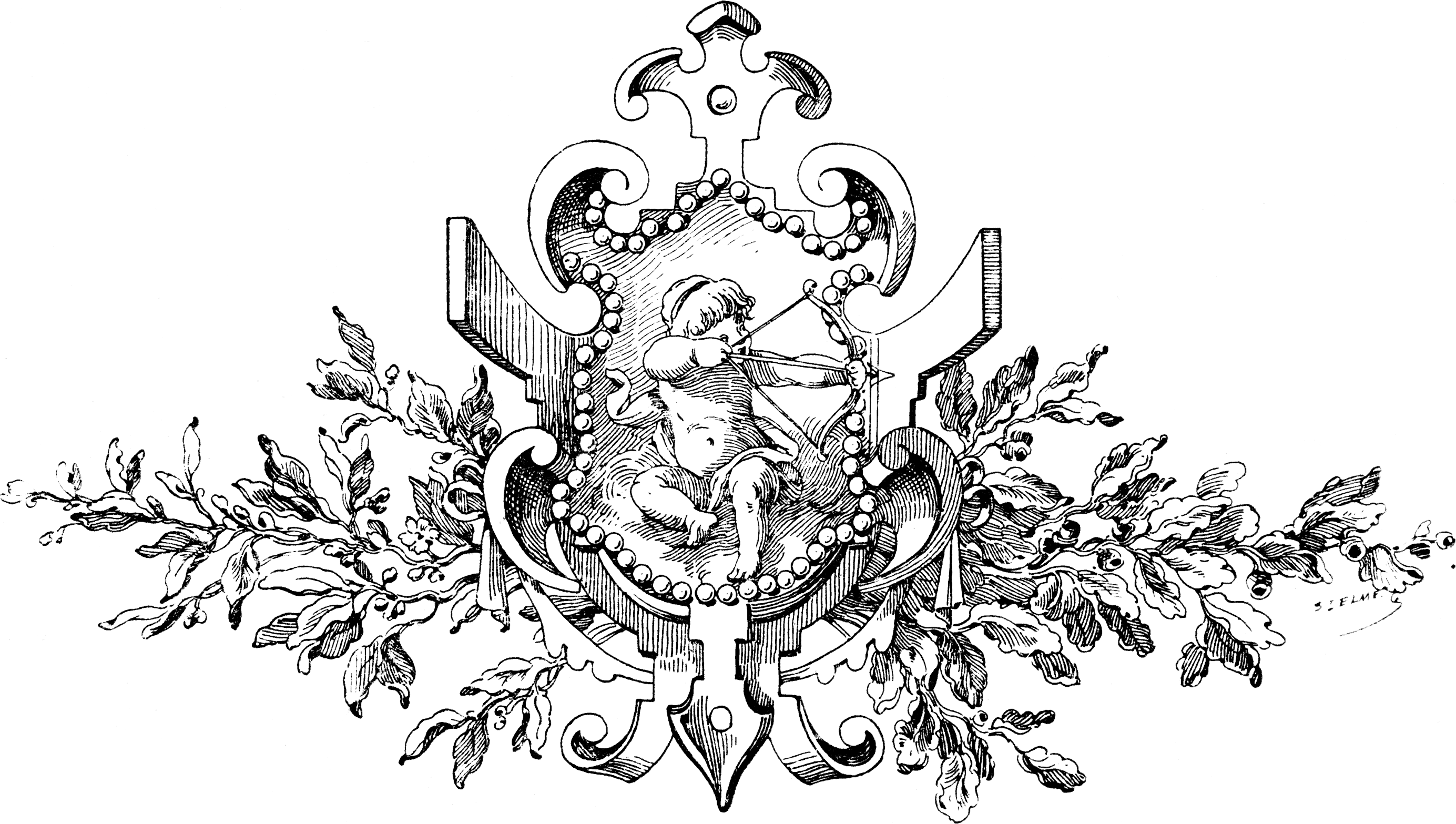
Vignette mit Amor und Rankenwerk

Der Kupferstich trat seinen Siegeszug an und fand an unterschiedlichster Stelle seine Anwendung: Zu dem Frontispiz, dem Titelkupfer und der Titelvignette, trat die ganzseitige Illustration und der Kupferstich als Kopf- oder Schlussvignette. In Deutschland, Frankreich und England entstanden viele solcher Illustrationen, unter denen auch einige Kunstwerke zu finden waren.
Der Holzschnitt verschwand fast gänzlich und wurde höchstens noch von den Papillon und ihren Schülern in Frankreich und vereinzelten Künstlern weltweit gepflegt.

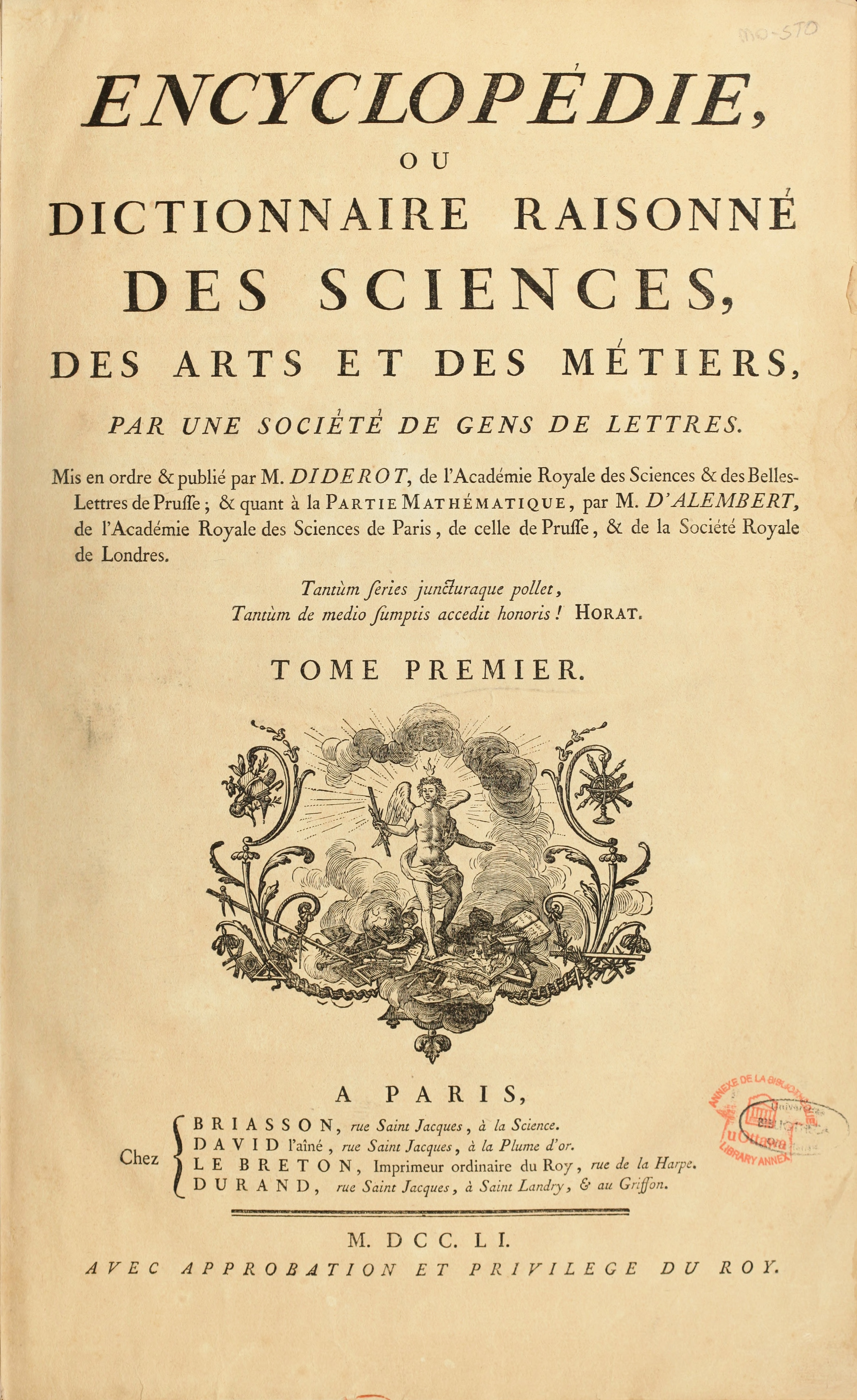
Denis Diderot: Titelseite des ersten Bandes der Encyclopédie

Im Bereich der Buchillustration stand Frankreich an der Spitze und beeinflusste maßgeblich die anderen Länder. Einige der populärsten Künstler dieser Epoche beteiligten sich daran: So zum Beispiel Jean-Honoré Fragonard, Jean-Baptiste Oudry, Saint-Aubin, Laurent Cars (1699–1771), der 1734 in Paris, nach den Entwürfen von François Boucher eine sechsbändige Molière-Ausgabe mit Stichen schmückte sowie Charles-Nicolas Cochin der Jüngere (1715–1790), der durch das Recueil de fêtes bekannt ist. Von 1751 bis 1772 entstand die Encyclopédie von Denis Diderot und Jean-Baptiste le Rond d’Alembert in Paris mit zahlreichen Kupfertafeln in 35 Foliobänden. Damit war der Prototyp für viele illustrierte Enzyklopädien geschaffen, so z. B. auch die Encyclopaedia Britannica, die in den Jahren 1768 bis 1771 entstand und vorerst nur drei Bände umfasste. Dabei waren Pierre Philippe Choffard (1731–1809), Eisen, Hubert-François Gravelot, Marillier und Jean-Michel Moreau die wesentlichen Illustrationsmaler dieser Zeit, die durch Künstler wie Aliament, Emanuel de Ghendt (1738–1815), Le Mire, L'empereur de Longueil, die Tardieu u. a. in der Ausführung unterstützt wurden.
Sie verwendeten den Stichel, fertigten Radierungen (auch mit der kalten Nadel) an, ätzten und bedienten sich bisweilen des Aquatinta-Verfahrens oder vermischten die Techniken.
Die französische Buchillustration ist geprägt von Grazie, geistvoller Erfindung und einer sehr feinen Ausarbeitung. In Deutschland findet man nicht so viele Buchillustrationen, die so leicht und locker im Stil sind wie die in Frankreich, dafür steckt in ihnen noch mehr Emotion. Ursprünglich wurde sie von den alten Tafelwerken in Süddeutschland (17. und frühes 18. Jahrhundert) abgeleitet, die meist religiösen Inhalts waren.

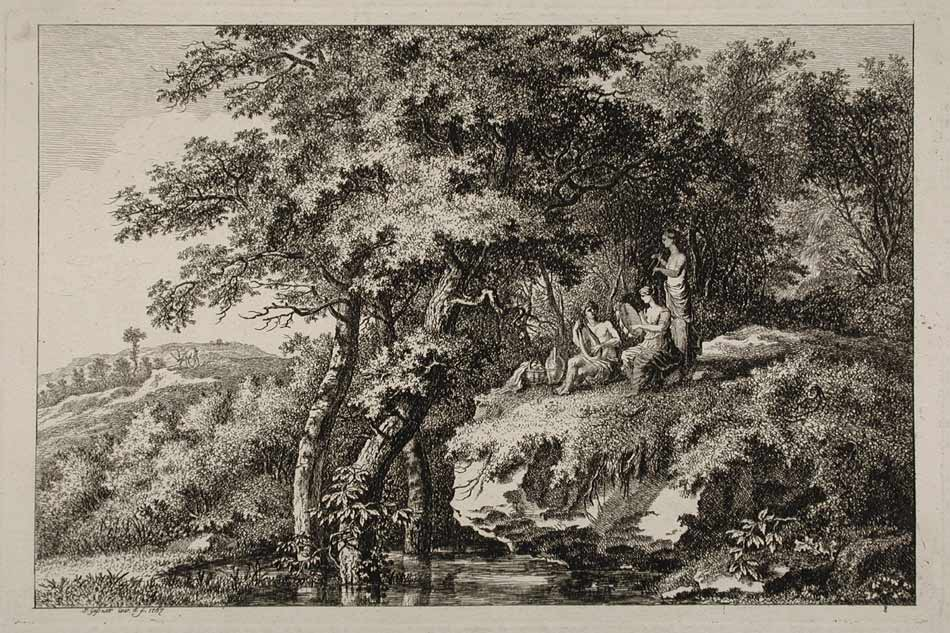
Salomon Gessner: Bukolische Szene, 1767

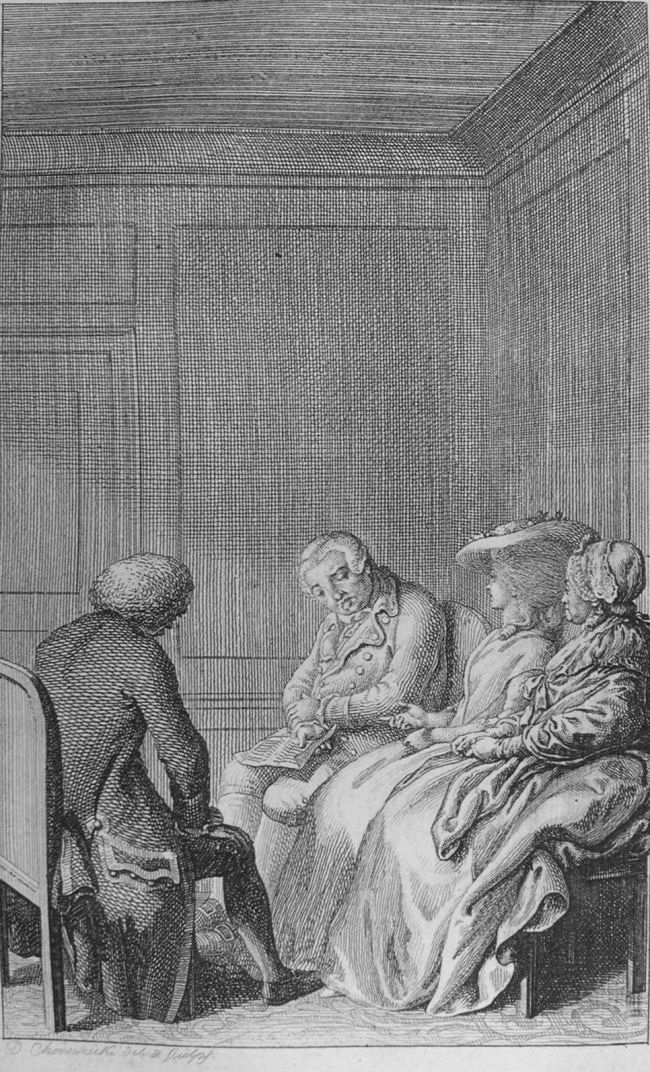
Daniel Chodowiecki: Kupferstich Nr. 5 zu Richardsons Clarisse, 1785

In Deutschland schätzte man Illustratoren wie Salomon Gessner, der auch als Dichter bekannt ist, wegen seiner „Idyllen“, des Weiteren Friedrich Georg Schmidt, der 1767 Stiche zu den Mémoires pour servir à l’histoire de Brandenbourg sowie Daniel Chodowiecki, der Hauptmeister und Schöpfer des Zopfstils. Chodowiecki schuf zahlreiche Kupferstiche zu den Werken deutscher Klassiker, zum Beispiel zu Lessings Minna von Barnhelm sowie zu Samuel Richardsons Clarisse. In der ersten Hälfte des 18. Jahrhunderts waren Augsburg und Nürnberg wichtige Zentren, zum Beispiel durch die Kupferstecherwerkstätten von Johann Georg Hertel, Krauss und Weigel.
In der zweiten Hälfte war es dann eher Sachsen, mit den Repräsentanten Martin Bernigeroth, Crusius, Geyser, Jakob Wilhelm Mechau, Adam Friedrich Oeser, Pentzel, Roßmäsler, Schenau, Schnorr und Schubert sowie Berlin, für das beispielsweise die Namen Daniel Chodowiecki und Bernhard Rode standen.
Eine für die Illustration ebenfalls wichtige Stadt wurde Mannheim, wo Künstler wie Ferdinand Kobell, Maler Müller, Verhelst u. a. bekannt waren.
Auch der Hannoveraner Ramberg hat fruchtbare Arbeit im Bereich der Illustration geleistet.
Wichtige Illustratoren in der Schweiz waren Gessner, Lips (beide Zürich), Dunker und Grimm (beide Bern), Schellenberg (Winterthur).
Ab der Mitte des Jahrhunderts wendete sich der Stil der deutschen Illustratoren vom französisch orientierten Rokoko ab, hin zu einer Darstellungsweise in der bürgerlichen Sphäre.
In Österreich (erst letztes Drittel des Jahrhunderts): Kininger und Weinrauch, als Stecher Kohl, Mansfeld und Stöber.

William Blake: London (aus Songs Of Experience), Kupferstich, 1794

In England ist die Buchillustration ebenfalls von einer sentimentalen Ausdruckskraft geprägt, die sich besonders im damals gängigen englischen Mezzotinto- und Farbstich niederschlug. Zumeist betätigen sich die Künstler auf beiden Gebieten, so auch Bartolozzi, Cipriani, Finden, Ogborne, Ryder, Ryley, Smirke, Westall und besonders Stothard. Daneben sind die beiden Karikaturisten William Hogarth und Rowlandson erwähnenswert.
In England gab es zur Zeit des 18. Jahrhunderts einen großen Kreis von Zeichnern und Stechern, nennenswert sind hierbei unter anderem Allan, Richard Earlom, Edwards, Hamilton, Francis Hayman, Wiliam Brassey Holloway, Thompson zu nennen. Aber unter ihnen sticht besonders John Flaxman hervor, der Begründer der Umrisszeichnung, die überall im Europa zahlreiche Nachahmer fand.
Im Jahr 1780 belebte Thomas Bewick den Holzschnitt neu, indem er eine neue Technik entwickelte, den Holzstich. Hierbei wurde in quer zum Stamm geschnittenen und polierten Flächen wie beim Kupferstich mit dem Stichel gearbeitet. Die Massen illustrierter Bilderbogen und illustrierter Bücher des 19. Jahrhunderts in ganz Europa und den USA wurden so erst möglich.
Der Dichter-Maler William Blake verlieh der Illustrationskunst eine unverwechselbar persönliche Note. Als sein eigener Verleger schuf er Illustrationen fast ausschließlich zur Lyrik, und hier vornehmlich zu den eigenen Gedichten, deren Texte er direkt auf die Platte schrieb und so einen ganz neuen Typ von Lyrik-Illustration schuf. Blake wird darum in der Literatur ausführlicher gewürdigt als die meisten seiner Zeitgenossen.
Die Niederlande nahmen die Tendenzen des 17. Jahrhunderts auf und setzten sie durch Künstler wie den van der Gunst, Jacobus Harrewijn (1660–1727), Arnold Houbraken, Huyberts, Schooneneck und Wandeler fort.
Die französische Linie wurde durch Persönlichkeiten wie Buys, Dubourg, Fokke, Folkema, Picart, Schley, Tanjé und Vinkeles geprägt.
Italien (hauptsächlich Venedig, Bologna und Rom) und Spanien (mit der Madrider Akademie als Ausgangspunkt) folgten ihrem Vorbild. Wesentliche Vertreter in Italien: Bossi, Cagnoni, Crespi, di Lapi, Morgehn, Piazzetta und Rosaspina.
In Spanien waren die bedeutendsten Illustrationskünstler auch gleichzeitig Akademiemitglieder: Carnicero, Castillo, Fabregat, Ferro, Gimeno, Moreno de Tejada, Paret y Alcazar u. a. Ein Höhepunkt bildeten die bekannten Radierungen Goyas.

## 19. Jahrhundert

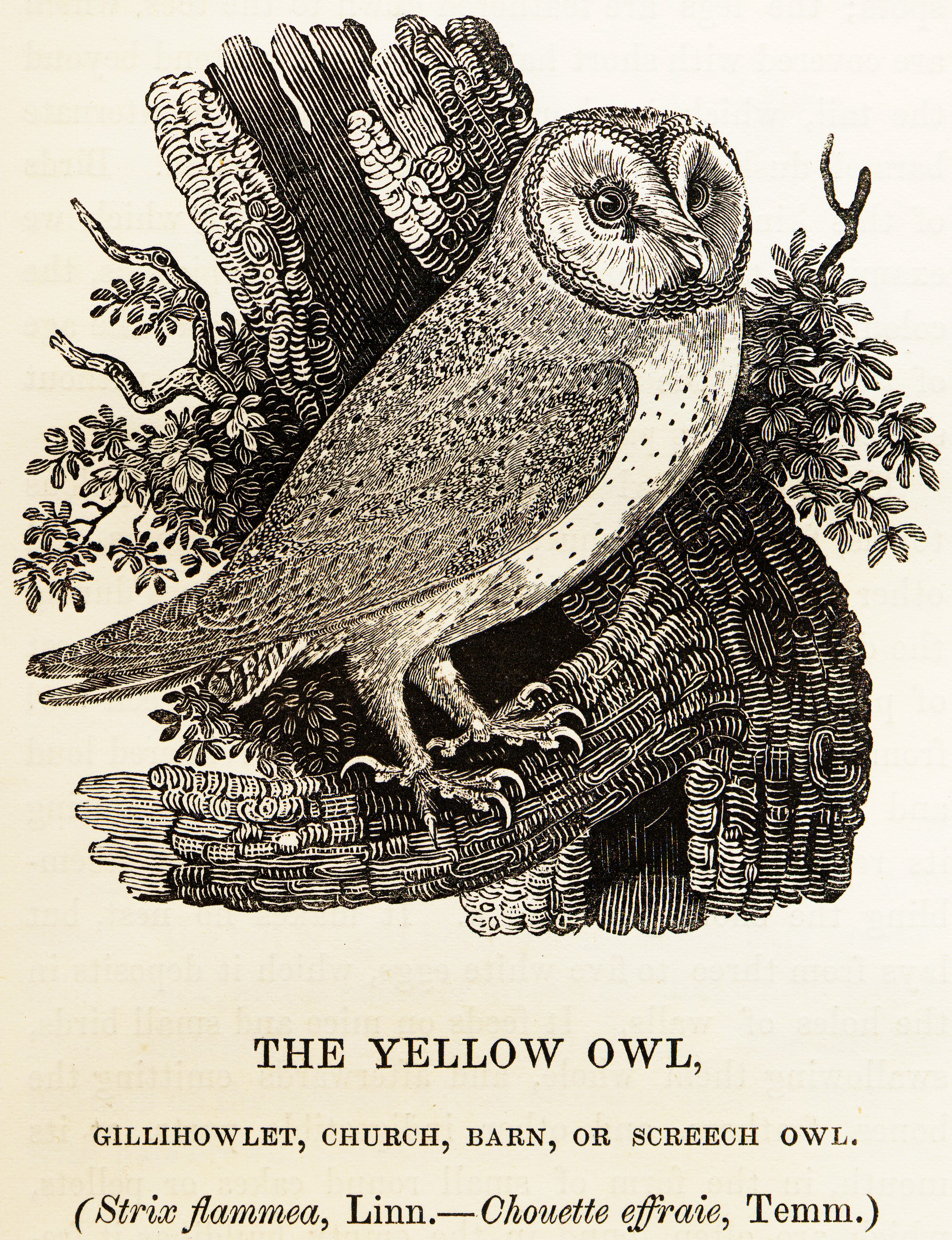
Thomas Bewick: Schleiereule, in: History of British Birds (1847)

Der Umrissstich war um die Jahrhundertwende die vorherrschende künstlerische Ausdrucksweise im Bereich der Illustration. Im Laufe der Jahre strebte man eine Annäherung an die bestehende romantische Geisteshaltung und die ihr entsprechende künstlerische Gestaltung der literarischen Vorlagen an. Dies wurde besonders dadurch begünstigt, dass nun durch den Holzstich (durch Thomas Bewick), den Stahlstich und die in Deutschland erfundene Lithographie eine malerische Hell-Dunkel-Wirkung bei Illustrationen erzielt wurde.
Durch diese neuen Techniken konnte auch eine hohe Auflage, bei gleich bleibender Qualität gewährleistet werden. In England bevorzugte man dabei eher den Stahlstich und den Holzstich, in Frankreich waren es die Lithografie und die Radierung, und in Deutschland ging die Tendenz zum Holzstich, Holzschnitt und zur Lithografie.
Da man die Illustrationen nahezu unbegrenzt reproduzieren konnte, und sie den Text künstlerisch-adäquat umzusetzen verstanden, hatten sie zum Teil eine lang andauernde stilbildende Wirkung. Hierbei sei auf die humoristisch-realistischen Illustrationen von Cruikshank und Phiz (Knight Hablot Browne) hingewiesen, die zu den Werken von Charles Dickens entstanden, oder auch das „Abkupfern“ von Illustrationen aus dem Penny Magazine in Meyers Universum.

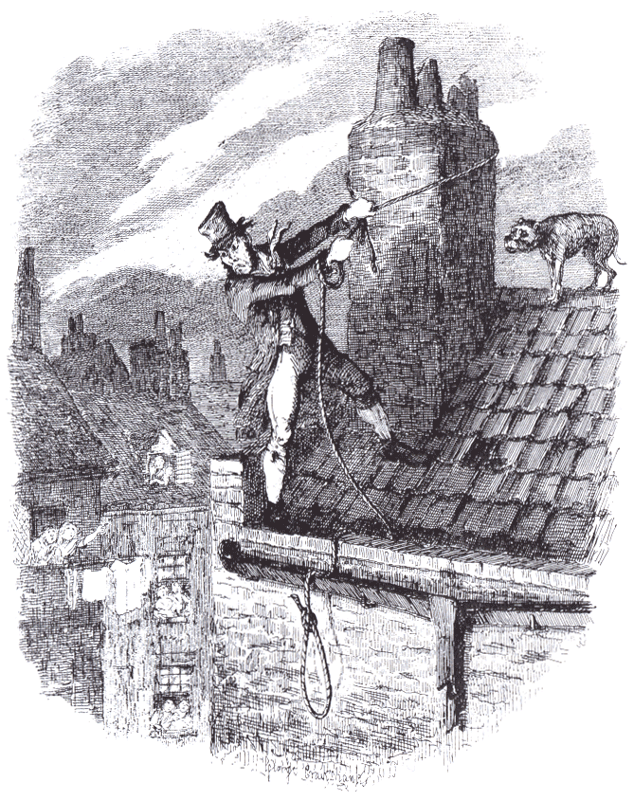
Kupferstich-Illustration Cruikshanks zu Charles Dickens’ Oliver Twist, 1837

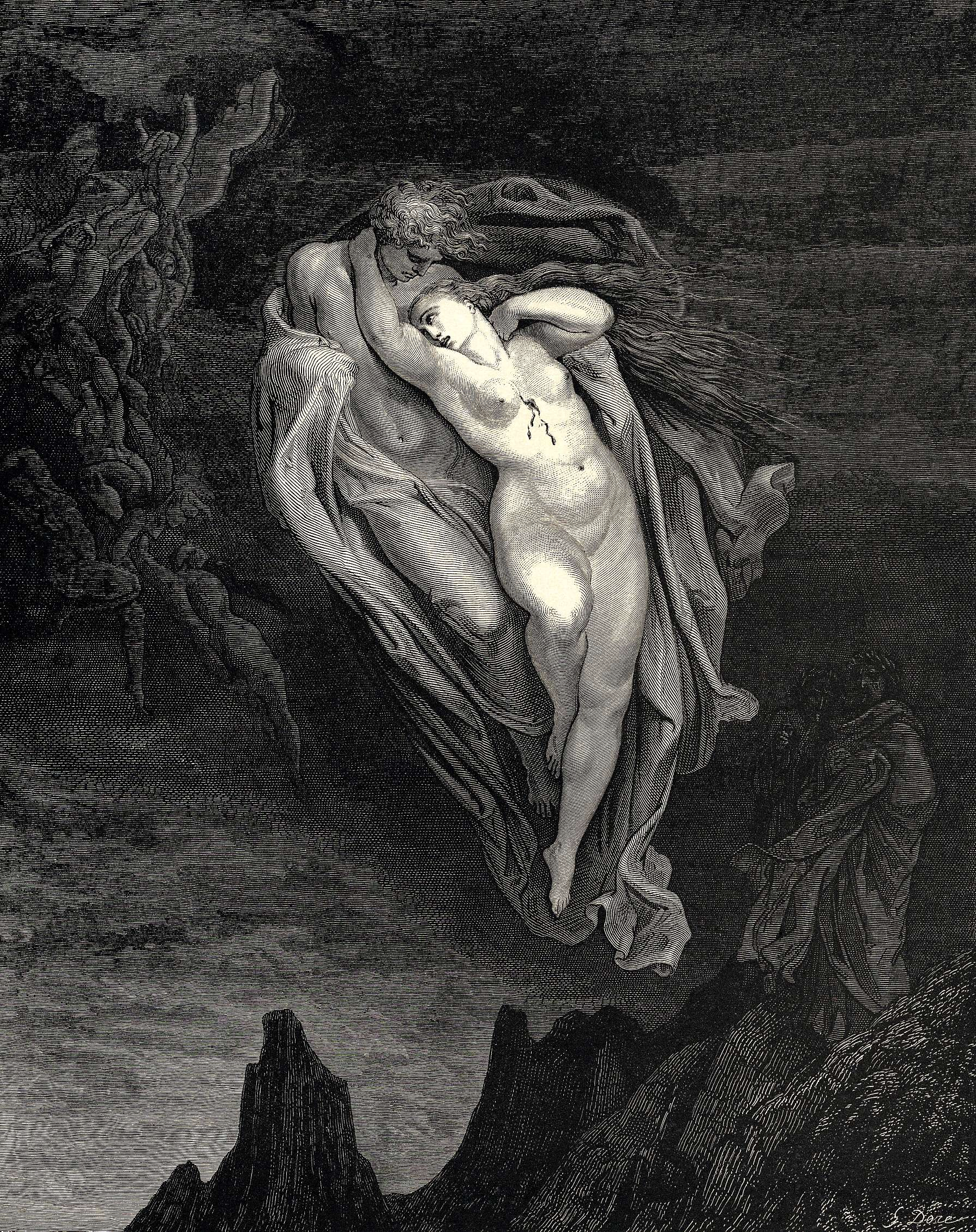
Gustave Doré:Francesca und Paolo da Rimini, Canto V der Göttlichen Komödie, Inferno

Die wichtigste Technik für farbige Abbildungen wurde in diesem Jahrhundert die Chromolithografie und die von Thomas Bewick entwickelte Variante des Holzschnitts, der Holzstich, erfuhr nun auch künstlerisch seine Blüte. Der Engländer Charles Thomson brachte die neue Technik 1817 nach Frankreich, wo sich auch die Hauptmeister bald des Holzstichs bedienten. Dazu gehörten u. a. Jean François Gigoux mit 600 Holzstichen, die er 1835 zu Alain-René Lesages Gil Blas de Santillane anfertigte sowie Gustave Doré, mit seinen Illustrationen zu Le Juif errant (Der ewige Jude, 1845) von Eugène Sue. Doré bediente sich damals schon der Fotografie, um seine Zeichnungen zu übertragen, die er wie im Fall der Bibel von 1865 von anderen stechen ließ. Als ein letzter Höhepunkt der französischen Buchillustration ist das Gesamtwerk von Gustave Doré anzusehen, der mit seiner Arbeitsweise auch die Industrialisierung der Buchproduktion vorantrieb und mit seinen zahlreichen Holzstichen als letzter Romantiker gilt. Die englische und französische Buchillustrationen haben die deutsche gleichermaßen beeinflusst.
Auch das Schaffen George Cruikshanks ist auffallend, da es geprägt ist von hoher technischer Qualität sowie von humorvollen Milieuschilderungen, die in seinen Arbeiten als Satiriker und Karikaturist zu finden sind. Da sich im 19. Jahrhundert das Lesepublikum erweiterte und den Wunsch nach Bildung, Information und Unterhaltung äußerte, entwickelten sich neue Bereiche der Buchillustration, wie z. B. Bilderbogen, Kunstbücher, Reisealben und Karikaturenserien. In Zeitschriften erschienen jetzt vermehrt Illustrationen zu historisch-politischen Ereignissen, Naturkatastrophen, neuen Erfindungen, zu aktuellen Moden oder auch als Untermalung belletristischer Texte.

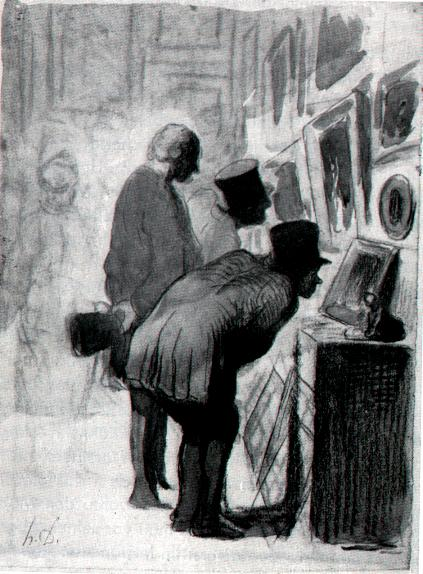
Honoré Daumier: In der Gemäldegalerie

Vermehrt kamen Zeitungsillustrationen auf, die auf das politische und gesellschaftliche Tagesgeschehen eingingen. Das Vorbild stammt aus Frankreich, wo sich Honoré Daumier als bedeutendster politischer und bürgerlicher Karikaturist hervortat. Honoré de Daumiers Haupttechnik war zwar die Lithografie, allerdings schuf er auch einige Holzschnitte. In Deutschland übernahm man diese Tradition und verlieh ihr Ausdruck durch Zeitschriften wie die Fliegenden Blätter (Wilhelm Busch und Franz Pocci) oder der Kladderadatsch.
Neben Daumier zählte auch Eugène Delacroix zu den Meistern auf dem Gebiet der Lithografie, wie er mit seinen Faust-Illustrationen von 1828 beweist, ebenso Paul Garvani mit seinen Sittenbildern Récréations diabolicofantasmagorique. Die englischen und französischen Buchillustrationen haben die deutschen gleichermaßen beeinflusst.
Die romantische Grundhaltung pflanzte sich in den Illustrationen mittelalterlicher Sagen und Legenden, wie sie Peter Cornelius u. a. schuf, fort oder spiegelte sich zum Beispiel in den Bibelillustrationen von Julius Schnorr von Carolsfeld wider.

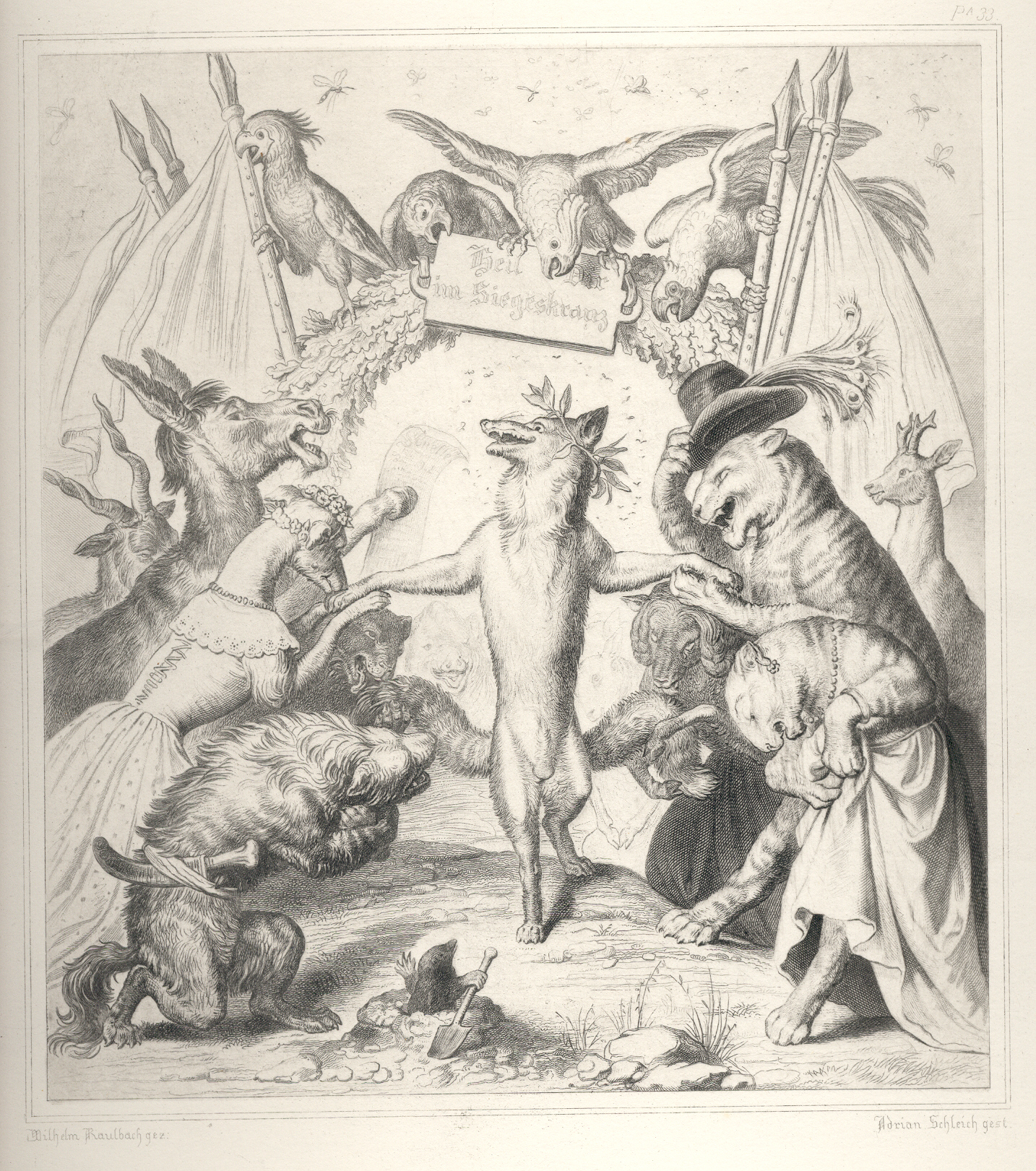
Wilhelm von Kaulbach: Reineke Fuchs als Sieger. Illustration, erschienen 1846; in Kupfer gestochen von Adrian Schleich, München

Eine Weiterentwicklung kann man noch an den Märchenillustrationen von Moritz von Schwind ausmachen, sowie an den zeitlosen satirischen Illustrationen von Wilhelm von Kaulbach zu Goethes Reineke Fuchs, wohingegen Ludwig Richter in seinen Illustrationen die kleinbürgerliche Gesellschaft ganz ohne Ironie darzustellen pflegte.
Den Höhepunkt deutscher Illustration stellten in dieser Zeit die Holzstiche Adolph von Menzels dar, in denen er – statt im gewohnten romantischen und klassizistischen Stil – eher einen erfrischenden Realismus verfolgend, die Geschichte des preußischen Königtums darstellte. Zum Beispiel kam im Jahr 1840 Franz Kuglers Geschichte Friedrichs des Großen heraus, mit Illustrationen von Menzel, die u. a. Friedrich Unzelmann gestochen hatte.
Demgegenüber war die Lithografie in der deutschen Buchkunst recht selten vertreten. Es gab aber viele Künstler, die Vorlagen für den Holzschnitt zeichneten, u. a. Alfred Rethel (Auch ein Totentanz, 1849), Julius Schnorr von Carolsfeld (eine Bilderbibel), Moritz von Schwind, Peter Cornelius, Ludwig Richter und der Satiriker Wilhelm Busch.
Zu den bedeutendsten Buchillustratoren im französischen Raum gehörten Adelbert von Chamisso (Peter Schlemihl), Eugène Delacroix, Gustave Doré (Goethes Faust, Rabelais’ Gargantua und Pantagruel), Miguel de Cervantes (Don Quijote), Tony Johannot, Grandville (Swifts Gullivers Reisen), während Garvani bereits die Darstellungsweise der Jahrhundertwende vorwegnimmt.
Als im letzten Drittel des Jahrhunderts neue fototechnische Reproduktionsverfahren aufkamen und eine Überproduktion der Buchillustrationen nach sich zog, herrschte jetzt die Quantität vor der Qualität.

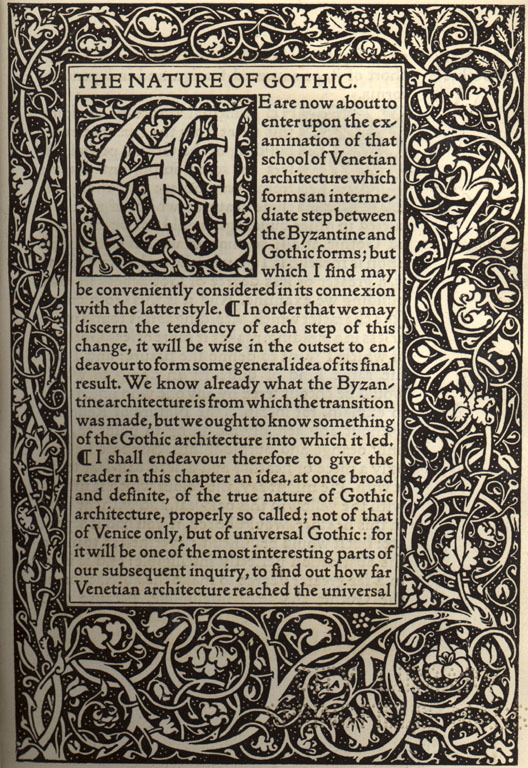
The Nature of Gothic von John Ruskin, gedruckt bei Kelmscott Press. Erste Textseite

In England entwickelte William Blake mit der Ätzung eine eigene Technik, und die Präraffaeliten versuchten, die alte Holzschnitttradition wieder aufleben zu lassen. So gründete 1891 William Morris zusammen mit dem Drucker Emery Walker in der Nähe von London die Kelmscott Press, für die später u. a. Edward Burne-Jones und Walter Crane arbeiteten.

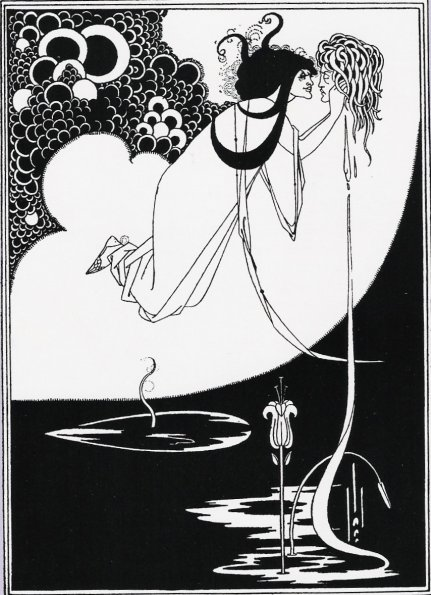
Aubrey Beardsley: Die Apotheose, Illustration zu Oscar Wildes Salome, 1893

Indem Morris aus einem großen Fundus an mittelalterlicher und zeitgenössischer Kunst schöpfte, erweckte er bei seinen Zeitgenossen und Anhängern ein ausgeprägtes Empfinden für Form und Stil, das sich erst bei Aubrey Beardsley, Charles Ricketts und Lucien Pissarro bis in den Expressionismus fortsetzte. Angeregt durch Wiliam Morris besann man sich aber schließlich wieder mehr auf die handwerkliche Buchkunst, wodurch neue Ausdrucksformen in der Buchillustration geschaffen wurden, die man heute gemeinhin unter den Begriffen Jugendstil, Art Nouveau oder Arts and Crafts Movement zusammenfasst.
Zwei der originellsten Jugendstil-Illustratoren waren Aubrey Beardsley und Heinrich Vogeler. Mit Beardsley kam in England die fotografisch reproduzierte Illustration auf, die durch die Einschaltung der Fotografie aber nichts an künstlerischer Qualität einbüßte, wie z. B. die Illustrationen zu Oscar Wildes Salome von 1894 belegen.
Anstelle des Reproduktionsholzstiches wurde der Holzschnitt für die Buchillustration wieder neu entdeckt und so wie andere Techniken weiterentwickelt. Mit dem Jugendstil, und vor allem durch den Einfluss des japanischen Farbholzschnitts, begann eine Phase, die vor allem in Deutschland und Frankreich herausragende bibliophile Ausgaben hervorbrachte und von der Originalgrafik bestimmt war.

## 20. Jahrhundert
Der wichtigste Einfluss auf die deutsche Buchillustration zu Ende des 19. Jahrhunderts kam von der englischen Arts-and-Crafts-Bewegung, die sich – gegründet von William Morris – der Erneuerung des Kunsthandwerks und damit auch der Buchkunst verschrieben hatte. Daneben spielte die Pre-Raffaelite Brotherhood eine große Rolle. Man orientierte sich unter anderem an spätmittelalterlichen Vorbildern und an der Grafik der Dürer-Zeit. Daraus entstand auch ein fundamental neuer Begriff von „Dekoration“. Die neue Kunstrichtung wurde in Deutschland enthusiastisch begrüßt und erhielt zahlreiche Namen wie „Art Nouveau“, „Secession“, „Liberty Style“, „Stilkunst“ usw., denn nicht nur in Deutschland, sondern auch in vielen anderen europäischen Ländern hatte diese Bewegung ein deutliches Echo, etwa in Einrichtungen wie der Münchner Firma „Vereinigte Werkstätten für Kunst im Handwerk“, die 1898 gegründet wurde, oder der „Wiener Werkstätte“ von 1906.

### Themen und Kunstströmungen der Buchillustration zu Beginn des 20. Jahrhunderts
In der Kunst und Literatur des späten 19. Jahrhunderts zu Beginn des Jugendstils gab es eine Strömung der Ästhetisierung des Lebens bis in seine alltäglichen Äußerungen, und das ging mit der Wiederentdeckung bestimmter literarischer Werke und der konkreten Zuwendung zur nationalen und ausländischen Folklore sowie der Beschäftigung mit Außenseitern und Menschen in Extremsituationen einher. Ein intensiv gepflegter literarischer Sektor ist auch die Märchen- und Sagenwelt. Entsprechend illustrierten Künstler, wie etwa Aubrey Beardsley, Alfred Kubin, Emil Preetorius, F. H. Ernst Schneidler, Louis Maurice Boutet de Monvel, Arthur Rackham, Gaston de Latenay, Robert Engels, Heinrich Lefler oder Marcus Behmer gezielt Werke von Oscar Wilde, Heinrich Heine, Edgar Allan Poe, Jean Paul, Théophile Gautier, Voltaire, James Fenimore Cooper, Märchen aus der Sammlung Tausendundeine Nacht, Märchen der Brüder Grimm oder von Hans Christian Andersen, Heiligenlegenden, Götter- und Heldensagen. Die Sezessionskünstler wendeten sich dabei von der historisierenden Malerei der europäischen Kunst-Akademien ab und – was die ältere Buchillustration betrifft – von der teilweise lieb- und kunstlosen Bebilderung. Sie ließen stattdessen mit Entdeckerfreude vor allem außereuropäische Einflüsse zu. Der wichtigste davon war der des japanischen Farbholzschnitts etwa von Hokusai.

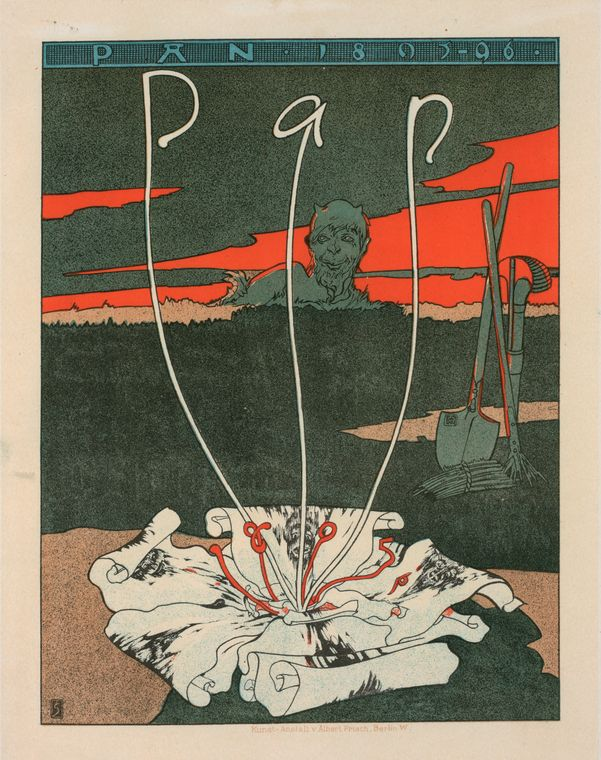
Werbeplakat 1895/96 für Pan von Joseph Sattler

Umschlag von Jugend, 1896

Weitere Verbreitung fand diese Kunstströmung in Deutschland durch Zeitschriften wie Pan und Jugend, woher auch der Begriff „Jugendstil“ stammt; in Österreich durch die Zeitschrift Ver Sacrum. Auch die Tätigkeit privater Pressen, engagierter Druckereien und Verlage, vor allem auch auf dem Sektor der Kinder- und Jugendliteratur spielten eine Rolle. Sie erweiterten den Bereich der künstlerischen Ausdrucksmöglichkeiten, wobei der nach der Zeitschrift Jugend benannte Stil nur die wichtigste der künstlerischen Strömungen vor dem Ersten Weltkrieg war. Stilistische Gemeinsamkeiten waren die stark linearen Komponenten, die Überdehnung und Komprimierung von Körpern, wie z. B. bei Aubrey Beardsley, Charles Ricketts, Julius Klinger, Berthold Löffler oder Olaf Gulbransson und der floral-dekorative Stil z. B. bei Heinrich Vogeler, die alle Buchillustratoren waren.
Auch in Russland (Iwan Bilibin), Italien (Umberto Brunelleschi), Frankreich (Eugène Grasset), Schweden (John Bauer), Ungarn (Lajos Kozma), den USA (Will H. Bradley), den Niederlanden (Henri van de Velde), Tschechien (Alfons Mucha) und in vielen anderen Ländern fanden ähnliche Entwicklungen in der Illustrationskunst statt, die ebenfalls auf die deutsche Buchillustration zurückwirkten. Zwar verschwand der reine Jugendstil relativ schnell wieder, doch wurden viele der secessionistischen Errungenschaften beibehalten und stilistisch weiterentwickelt – vor allem wieder in der Buchillustration. Dazu gehörten z. B. Max Klinger, Johann Vincenz Cissarz, Peter Behrens, Otto Eckmann, Bernhard Pankok, Ludwig von Hofmann, Thomas Theodor Heine, Melchior Lechter, Fritz Helmuth Ehmcke, Josef Mauder und Max Bernuth. Auch im Art déco der 1920er und 1930er Jahre kehrt vieles aus dem Jugendstil wieder.
Ab 1910 hatte der Expressionismus als neu entwickelter Kunststil starken Einfluss auf die Malerei, die Grafik und die Illustration. Statt der fließenden, dekorativen Formen des Jugendstils herrschten hier harte, gebrochene Formen und Farben vor. Von nun an sollte nicht nur die Form allein, sondern auch der gesamte Ausdruck das Kunstwerk bestimmen. Dies galt auch für die Illustration. Mit den neuen vielfältigen Ausdrucksmöglichkeiten versuchten die Künstler, gesellschaftliche Wahrheiten zu vermitteln und teilweise scharfe Kritik zu äußern, die stark durch die Nachwirkungen des Ersten Weltkriegs und die politischen Änderungen veranlasst war. Daneben existierten pathetisch-didaktische, folkloristisch-naturhafte, wie z. B. bei Richard Janthur und phantastisch-dämonische Tendenzen, so z. B. bei Paul Klee und Walter Gramatté.

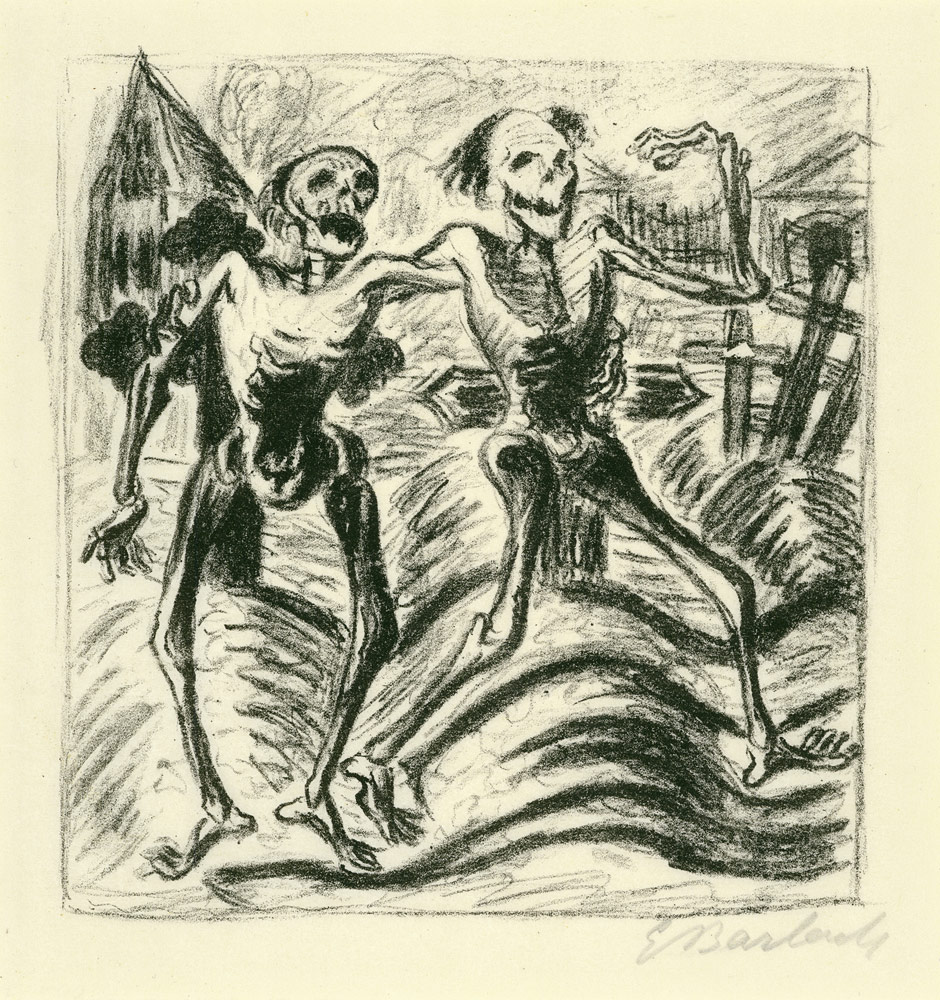
Ernst Barlach: Der Totentanz 4, Lithographie auf dünnem Japan. 21,1 × 20,1 cm. Aus: Goethe, Ausgewählte Gedichte. Zweite Folge, 1924

Einige der wichtigeren Illustratoren des Expressionismus waren Oskar Kokoschka, dessen Erzählung mit farbiger Bilder-Suite Die träumenden Knaben von der Wiener Werkstätte 1908 herausgegeben wurde, Alfred Kubin, Erich Heckel, Ernst Ludwig Kirchner (Umbra vitae (1924) von Georg Heym), Max Pechstein, Max Beckmann, Ernst Barlach, Frans Masereel, Otto Nückel (Schicksal – eine Geschichte in Bildern 1926) und A. Paul Weber, John Heartfield mit ausdrucksvollen Collagen und Fotomontagen für den Malikverlag. Viele von ihnen setzten auch auffällige schwarze oder starkfarbige, weniger an der differenzierten Zeichnung als an der Fläche orientierte Holzschnittillustrationen ein und verhalfen damit dieser Drucktechnik zu neuer Wertschätzung; Karl Rössing und Hans Alexander Müller sind hier zu nennen. Wie schon im Jugendstil gestalteten die Illustratoren oft auch den Bucheinband, den Buchtitel und die Typografie.
Eine parallel verlaufende Entwicklung war von einer impressionistischen Form der Illustration geprägt, zu deren Hauptvertretern unter vielen anderen Max Slevogt (James Fenimore Coopers Lederstrumpf Berlin 1909) sowie Lovis Corinth und Max Liebermann zählten.
Mit den englischen Einflüssen (Kelmscott Press von Wiliam Morris) kam auch die Idee der Pressendrucke nach Deutschland. In den ersten Jahren des Jahrhunderts bildeten sich mehrere private Werkstätten, die die zeitgenössische Illustrationskunst förderten.
Erst in der zweiten Hälfte des Jahrhunderts wurde auch in deutschen Handpressen und Galerien das Malerbuch gepflegt. Diese Idee der in Buchform versammelten Suiten von Druckgrafik stammte ursprünglich aus Frankreich. Diese Bücher illustrierten jedoch kaum, der Text war nur Beiwerk. Insofern brachte diese Art der Buchkunst kaum neue Impulse für die Illustrationskunst mit sich.

### Die Buchillustration in der Zeit des Nationalsozialismus
Nach der Machtübernahme Hitlers wurden, wie in allen Bereichen der Kunst, auch hier jene Werke, die den Kunstvorstellungen der Kunstberater Hitlers (oder den eigenen Kunstvorstellungen Hitlers) nicht entsprachen und ihrem Anspruch auf äußere Schönheit sowie rassisch gesunder Vollkommenheit nicht genügten, als entartet deklariert.
Neben Malern wie Paul Cézanne, Vincent van Gogh oder Paul Gauguin, mussten sich auch Zeichner wie Ernst Barlach, Georges Braque, Max Ernst, Oskar Kokoschka u. a. diese Einstufung gefallen lassen. Aufgrund eines Erlasses von Hitler am 30. Juni 1937 wurden über 16 000 Kunstwerke aus Museen und Privatsammlungen durch den Präsidenten der Reichskammer der Bildenden Künste (Adolf Ziegler) konfisziert. Einige Exponate wurden exemplarisch 1937 im Münchner neu eröffneten „Haus der deutschen Kunst“ als Ausstellung „Entartete Kunst“ bewusst unvorteilhaft präsentiert, beschimpft und als zersetzend kommentiert.
Es gab viele Illustratoren, die während der NS-Zeit ins Exil gingen, beispielsweise Fritz Eichenberg, Hans Alexander Müller und Fritz Kredel in die USA, Gunter Böhmer und Richard Seewald in die Schweiz. Es gab aber auch Künstler wie Hans Meid, Alfred Kubin oder A. Paul Weber, die in Deutschland ihr Werk unter schwierigsten Bedingungen weiterführten. Wer zu den in Ungnade gefallenen Künstlern gehörte und nicht rechtzeitig ins Ausland emigrieren konnte, wurde aus der Reichskammer ausgeschlossen und mit einem Berufsverbot belegt.
Selbstverständlich gab es auch Illustratoren, die entweder nicht aneckten (vor allem im Kinderbuchbereich, z. B. Else Wenz-Viëtor oder Ruth Koser-Michaëls) oder auf der Seite der Nationalsozialisten standen (z. B. Curt Junghändel).

### Die Buchillustration in der Nachkriegszeit
Ab 1945 setzte eine neue produktive und experimentelle Phase künstlerischen Schaffens ein, die die Strömungen der 1920er-Jahre aufgriff. Die Verlage versuchten rasch an die internationalen Entwicklungen anzuknüpfen. Man befasste sich wieder mehr mit den Werken, die im Dritten Reich als entartete Kunst deklariert wurden und wendete sich Künstlern wie Max Beckmann, Max Ernst oder Hans Arp zu oder auch Picasso und Georges Braque. Das französische Malerbuch, das Originalgrafiken enthielt und in kleiner Auflage zu einem hohen Preis erschien, wurde nun auch dem deutschen Publikum zugänglich gemacht. Es erschien in Mappenform, bei der die Grafik im Vordergrund stand und der Text eher in den Hintergrund gerückt wurde. Eines der prominentesten Beispiele ist die von Marc Chagall illustrierte Bibel, die nach 26 Jahren Arbeitszeit 1957 in Paris in zwei Bänden mit 105 Radierungen erschien. Manch anderer Künstler verwendete mit Vorliebe die Lithographie zu Illustrationszwecken, so wie Picasso zum Beispiel, dessen stilistische Wandlungen sich auch in seinen Buchillustrationen niederschlugen.
Nach dem Krieg erfreute sich der Holzschnitt in Deutschland wie auch in Frankreich großer Beliebtheit, besonders, da er den Illustrationskünstlern ermöglichte die Druckplatten selbst herzustellen. Die Druckstöcke, die durch den Holzschnitt gefertigt werden, lassen sich zusammen mit dem Satz abdrucken, was als besonderer Vorteil galt, wenn man Bücher mit Originalgrafiken herstellen wollte. Die französischen Maler gebrauchten den Farbholzschnitt und brachten damit Farbe ins Buch. In deutschen Büchern waren auch Österreicher mit ihren Illustrationen vertreten, so z. B. Hans Fronius und Paul Flora und auch Schweizer wie Hans Erni, Celestino Piatti und Felix Hoffmann.
Die bibliophilen Werkstätten, die vor 1930 noch existierten, gab es nach dem Kriegsende nicht mehr, und diejenigen, die neu gegründet worden waren, standen auf sehr wackligen Beinen. Meist suchten sie Verbindungen zu Werkkunstschulen oder Akademien.
1950 gründete Richard von Sichowsky (1911–1975), der gleichzeitig Dozent an der Landeskunstschule in Hamburg war, die Grillen-Presse.
Zusammen mit seinem Meisterschüler Otto Rohse (1925–2016) und dem Bildhauer Gerhard Marcks (1889–1981) schuf er dort beeindruckende Werke, die Typographie und Holzschnitt in einem ausgewogenen Verhältnis vereinen.
Gerhard Marcks schuf für die in Grillen-Presse so eindrucksvolle Holzschnitte, wie die Tierfabeln des Äsop und die von ihm entworfenen „Fünf Gesänge der Odyssee“ von 1965. Otto Rohse gründete 1962 seine eigene Presse und gestaltete Bücher als Gesamtkunstwerk, indem er sie mit Holzstichen, ein- und mehrfarbigen Kupferstichen ausstattet und selbst die Einbände entwarf. Das erste Buch, das in der Otto-Rohse-Presse entstand, waren Goethes „Briefe aus Venedig“ 1964, mit 28 Kupferstichen. Als Nächstes folgten 1970 und 1977 die beiden Bände von Andreas Gryphius, Ausgewählte Sonette, Gedichte und Epigramme, mit 11 Kupferstichen und 11 Holzstichen und 1985 dann der Band Toskana mit 25 mehrfarbigen Kupferstichen sowie 1994 der umfangreiche Druck Provence – im mittäglichen Frankreich mit 34 Kupferstichen.
Gotthard de Beauclair (1907–1992), der die 1951 gegründeten Trajanus-Presse in Frankfurt am Main leitete, gründete 1962 den Frankfurter Verlag Ars Librorum. Jener Verlag produzierte in der Art einer Privatpresse Kunstbücher, Grafikzyklen und illustrierte Bücher. Nach dem Vorbild des französischen Malerbuchs entstanden kunstreiche, handgesetzte Pressendrucke und Mappenwerke. Führende Künstler der Moderne illustrierten ausgewählte Texte der klassischen, christlichen oder fernöstlichen Tradierungen, die in hervorragenden Typografie auf schönem Papier gedruckt wurden. Das Ganze wurde dann abschließend von Kunstbuchbindern gebunden. Beispiele für diese Kunst sind das Canticum Canticorum (Hohes Lied) von 1962, mit Lithographien von Gerhart Kraaz, „Der Garten im Herbst“ von Imre Reiner und Paul Appel (1964) und Die Frösche des Aristophanes (1968) mit den Kaltnadelradierungen des alten Oskar Kokoschka.
Beauclairs literarisches Programm war sehr breit gefächert: Es erstreckte sich von biblischen Themen, wie der Genesis oder das Johannes-Evangelium hin zu antiken, mit der Antigone von Sophokles oder Platons Symposion. Auch die Klassiker Boccaccio, Goethe und Kleist waren vertreten, ebenso wie die zeitgenössischen Schriftsteller, u. a. Hugo von Hofmannsthal, Rudolf Borchardt, Franz Kafka, Albert Camus oder Ezra Pound. Die Reihe wurde 1970 durch die von Martin Bubers getroffene Auswahl der Schriften Tschuang Tses, für die Ferdinand Springer meditative Farbradierungen herstellte.
In den 1950er- und 1960er-Jahren war Gerhard Kraaz aus Berlin ein sehr gefragter Illustrator und Zeichner. Für die Büchergilde Gutenberg fertigte er Zeichnungen zu Stifters Bunte Steine an und beteiligte sich 1959 mit über 200 Zeichnungen an der Bertelsmann-Ausgabe von Hans Christian Andersens Schönste Märchen. Zu seinen Hauptwerken gehörten die Illustrationen zu Don Quijote bei Rütten & Loening 1961 und Gottfried Kellers Grüner Heinrich beim Mosaik Verlag in Hamburg 1936.
1950 und 1970 erreichte das illustrierte Buch eine neue Blüte. Auch Bildzyklen älterer Künstler, wie Alfred Kubin und Josef Hegenbarth, wurden jetzt nachträglich aufgelegt.
Die Buchillustration entwickelte sich schließlich zu einem eigenen Berufszweig. In den letzten Jahrzehnten wurden auch alle Techniken wieder angewandt: Der Holzschnitt z. B. von Frans Masereel (Bilder einer Großstadt, 1925) und HAP Grieshaber (Totentanz von Basel); die Serigrafie wurde von Josef Albers für sein farbdidaktisches Werk Interaction of Color von 1963 verwendet. Horst Janssen ist mit Hokusai’s Spaziergang (1972) die Synthese von kunsttechnischer Anleitung und künstlerisch-schöpferischer Illustration gelungen. Neben dem Holzschnitt und Holzstich gewann auch die Zeichnung desto mehr an Bedeutung, je mehr sich auch der Offsetdruck verbesserte.
Einige der wichtigsten Künstler dieser beiden Jahrzehnte waren: Gunter Böhmer, Wilhelm M. Busch, Hans Erni, Fritz Fischer, Hans Fronius, HAP (Helmut Andreas Paul) Grieshaber, Karl-Heinz Hansen-Bahia, Felix Hoffmann, Werner Klemke, Gerhart Kraaz, Gerhard Marcks, Gerhard Oberländer, Hans Orlowski, Imre Reiner, Karl Rössing, Otto Rohse, Richard Seewald, Karl Staudinger, Günther Stiller und Miloslav Troup u. a. Stiller gehörte in den 1960er- und 1970er-Jahren zu den experimentierfreudigen Buchkünstlern. Er arbeitete mit Linol- und Kunststoffschnitten sowie Laubsägearbeiten oder zeichnete direkt auf die Offsetplatte, wie er es bei seinen mehrfarbigen Illustrationen für Kinderbücher getan hatte.
Werner Klemke war einer der meist gefragten Illustratoren der beginnenden zweiten Hälfte des 20. Jahrhunderts und hat bedeutende Werke der Weltliteratur und immer wieder Kinderbücher illustriert. Wegen seiner überragenden künstlerischen Stellung und der jahrelangen materiellen Förderung einer eigenen DDR-Buchkunst war es ihm möglich, auch mehrfarbige Buchillustrationen durchzusetzen, die dann mittels Buch- und Offsetdruck in hoher Auflage erschienen. Ein Beispiel dafür sind die mehrfarbigen Strichzeichnungen zu Johann Christian Günthers Gedichte und Studentenlieder (Reclam Leipzig, 1962). Ein besonders großer Erfolg, nicht nur in der DDR, waren seine Die Kinder- und Hausmärchen der Brüder Grimm von 1963. Das waren Möglichkeiten, die die Buchillustratoren in Westdeutschland nicht bekamen. Klemkes wie auch Max Schwimmers und Josef Hegenbarths Arbeiten wirkten sich richtungweisend auf das der jüngeren Kollegen aus.
In den 1990er-Jahren geriet die Buchillustration in eine ungünstige Lage, sieht man von der seit den frühen 1980er Jahren boomenden Bilderbuchproduktion ab: Sie wurde von den Publikumsverlagen kaum noch gepflegt und als unnötiger Kostenfaktor angesehen. Ende des 20. Jahrhunderts wurde sie eine Rarität. Willy Puchner entwickelte mit seinen „Illustrationen“ (siehe Tagebuch der Natur und Illustriertes Fernweh) eine neue Art von Buchillustration, die er als „Materialbücher“ bezeichnet.

### Die Buchillustration in der DDR 1949–1990
In der DDR spielte das Illustrieren eines literarischen Textes in der Kunst und bei der Buchproduktion dagegen eine sehr große Rolle. Sowohl Künstler als auch die Verlage hegten ein besonderes Interesse an dieser Kunstform.
Betrachtet man die in Buchform erschienene illustrierende Grafik von Künstlern in der DDR von 1949 bis 1990, wird klar, dass auch dort sehr unterschiedliche Auffassungen von Grafik existierten, die sich schließlich in den Buchillustrationen niederschlugen. Vor allem die Künstler der älteren Generation, so wie z. B. Hans Baltzer, Paul Rosié, Karl Erich Müller, Gerhard Gossmann, Horst Bartsch oder Hanns Georgi, waren in Anlehnung an die klassische Buchillustration des 19./20. Jahrhunderts bestrebt, Text und Bild in einem gemeinsamen Kontext zu verweben und die Illustrationen so zu konzipieren, dass sie in Bezug auf Personen, Ereignisse oder Handlungsorte den Text erläuternd begleiten.

#### Techniken der Buchillustration in der DDR
Exemplarisch kann man zwei künstlerisch bedeutsame und für diese Zeit typischen Illustrationszyklen nennen: Zum einen die Illustrationen zu Nikolai Gogols berühmter Novelle Der Mantel 1956 (1966 erstmals in Buchform erschienen) von dem aus Halle stammenden Maler und Grafiker Karl Erich Müller (1917–1998). Zum anderen die Text begleitenden Illustrationen Hanns Georgis (1901–1989) zu Iwan Turgenews Erzählung in Briefform Faust, die bereits um 1949 entstanden sind. Müller hatte immer die Radiertechnik bevorzugt, bis er für mehrere Illustrationsfolgen, zu denen auch die Gogol-Illustrationen gehören, die Feder- und Pinseltechnik für sich entdeckte.
Dafür entwickelte er eine Technik, bei der zuerst ein Grundgerüst mit dem Graphitstift entstand, zog die Umrisslinie mit dickflüssiger und trocken haftender Tinte nach und feuchtete danach das Papier an, um durch das Ausbluten der Farbe unterschiedliche Grautöne zu erzielen. Nach dem Trocknen wurde mit schwarzer Tusche die endgültige Zeichnung aufgetragen, die dann partiell mit einem feuchten Schwamm verwischt wurde. Anschließend wurde die Zeichnung verdichtet und durch Binnenzeichnungen detaillierter ausgestaltet. Diese Ausdefinierung von Strukturen und Materialien wurde zur akribischen Kennzeichnung und Charakterisierung der Szenen und oft zur karikierenden Personenzeichnung eingesetzt.
Auch Hanns Georgies Illustrationen aus den frühen Jahren der DDR weisen einen ähnlich textbezogenen Stil auf. In der Kombination von Text und Bild weist er einen sicheren Umgang auf und gestaltet seine Zeichnungen in einem sehr spontanen Stil, der von einem beweglichen, nuancenreichen Strich geprägt ist. Der Illustrator beschränkte sich dabei auf die für ihn wesentlichen Szenen im Text und bebildert damit minimalistisch den Handlungsvorgang sowie die Charakteristika der handelnden Personen, wobei er sich bei der Darstellung von Umgebung und Beiwerk auf das Notwendigste beschränkte. Diese Unterordnung des Bildes unter den Text lässt dem Leser genug Spielraum für eigene Interpretationen. Wenn man Ausgaben von 1949 und 1961 miteinander vergleicht, zeigt sich, wie stark sich Situationen durch das reine Erfassen von handelnden Personen vertiefen lassen.
Bei den Illustrationen von Dieter Goltzsche kann man beobachten, wie sich eine buchgebundene zur freien Grafik entwickelt, die gezeichnet auf Einzelblättern auch isoliert ihren künstlerischen Anspruch behält. Hier werden Motive gesucht, die sich nicht nur auf das im Text Gesagte beziehen, sondern vielmehr sollen sie laut Goltzsche selbst sich dem Buch annähern und auf dieses vertiefend und erweiternd wirken.
In der DDR gab es auch immer Illustratoren, die mehr die dekorative Seite des Bildes im Buch betont haben. Mit dem Begriff ornamental-dekorative Buchgrafik ist diese Illustrationsart auch nur vage beschrieben, denn auch hier nimmt der Künstler eine interpretierende Haltung dem Text gegenüber ein, bedient sich aber dabei einer stärker dekorativeren Bildsprache. Bekannte Vertreter sind z. B. Wolfgang Würfel, Hans-Joachim Behrendt und Bert Heller.
Ab den 1980er-Jahren setzte sich vor allem bei der jüngeren Künstlergeneration eine Bildform durch, die man als „literarische Grafik“ oder auch „Blätter zur Literatur“ bezeichnet. Die dort verkörperte Vorstellung vom Bild im Buch leitete sich von der interpretierenden Buchillustration ab und ist auf vielen Ebenen mit ihr verbunden. Es zeichnete sich nun deutlich eine stärkere Subjektivität bei der Interpretation von Literatur und die damit verbundene subjektive Umsetzung in der bildenden Kunst ab. Dadurch eröffneten sich neue interessante inhaltliche Bezüge und Gestaltungsvarianten: eine ausgefeilte Bildsymbolik, metaphorische Überhöhungen und allegorische Ausarbeitungen.
Diese neuartigen Illustrationsblätter zielten nun nicht mehr so sehr auf die direkte Auslegung der Textaussage, sondern vielmehr darauf ab, die Phantasie des Lesers anzuregen und ihn zu einer eigenen Interpretation zu bewegen. Oft verschwammen dabei die Grenzen zwischen den „freien Blättern zur Literatur“ und den Illustrationen, die schon von vornherein für die Buchform angelegt waren. Aus diesem Grund existierte häufig dieselbe Illustrationsfolge als Buch und in Mappenform. Exemplarisch sind hier Bernhard Heisigs Lithographien zu Renns Roman Krieg, Dieter Goltzsches Radierungen zu Hauffs Novelle Das Bildnis des Kaisers, Günter Horlbecks Blätter zu Diderot und Morgenstern, die bis in die 1960er-Jahre zurückgehen sowie Nuria Quevedos Radierungen zu Christa Wolfs Kassandra (neben vielen anderen) zu nennen.
Ein weiterer interessanter Künstler war Karl-Georg Hirsch (* 1938), der eine neue Dimension der Illustrationskunst erreichte, indem er u. a. in seinen bekannten Illustrationen zu Dostojewskis Novelle „Das Krokodil“ (Berlin, 1985) sich der Technik des Schabkartonblattes bediente. Für ihn war dieses grafische Verfahren nicht nur im Vergleich zum Holzschnitt und Holzstich weitaus weniger zeit- und kraftraubend, sondern er bediente sich auch gezielt der erzeugbaren grafischen Effekte. Bei der Schabkartontechnik verwendet man einen mehrfach kreideverleimten Pappkarton, der leichter in der Handhabung als Holz beispielsweise ist. Diese Eigenschaft ermöglichte eine betont zeichnerische Linienführung und damit verbunden eine unmittelbarere Übertragung der Idee auf die „Druckplatte“. Hirsch selbst verglich das Herausarbeiten der nach dem Druck hell bleibenden Partien aus dem Schwarz des Kartons mit dem Verfahren der Expressionisten beim Holzschnitt.
Auch die Betrachtung des Umfeldes ist bei der Beurteilung der Buchillustrationen, die in der DDR entstanden wichtig, ebenso wer der Auftraggeber war, inwieweit Fortbildungen stattfanden und die Vergleichsmöglichkeiten durch Ausstellungen und Wettbewerbe. Zu beachten dabei ist, dass in der sowjetischen Besatzungszone die Aufnahme der Buchproduktion mit Abstand am langsamsten verlief. Die sowjetische Militärverwaltung hatte sich selbst jegliche Zulassung von Institutionen des gedruckten Wortes eingeräumt.
Immer einer Obrigkeit untergeordnet, wurde von Beginn an – erst in der SBZ und später dann in der DDR – das Buch als einflussreiches Medium eingeschätzt und so stets den politischen Zielsetzungen gemäß gelenkt. Dies schloss neben Förderung auch Einschränkungen und Verbote mit ein. Die Förderung gestaltete sich z. B. in Form von Illustrationswettbewerben, Preisen oder staatlich finanzierten Aufträgen, was sich auch positiv auf das illustrierte Verlagsbuch für das breite Publikum auswirkte. Die Illustration war stets eine sorgsam kultivierte und hoch subventionierte Form der Buchkunst. Sie war verhältnismäßig frei von den Schemata des „sozialistischen Realismus“. Auch wenn die Buchkünstler gewissen Einschränkungen ausgesetzt waren, so konnten sie doch etwas undogmatischer und leichter, ohne die Zwänge der verordneten Ideologie, ihrer Arbeit nachgehen als die Vertreter der anderen Künste. Das „Massenbuch“ stand immer im Vordergrund, wenn es galt, staatliche Fördermittel bereitzustellen, wohingegen das bibliophile Buch in niedrigen Auflagen erschien und sich der Pressendruck oder das Künstlerbuch erst einen Platz in der Verlagslandschaft sichern musste.
Ab Ende der 1950er-Jahre produzierte der Leipziger Seemann-Verlag dann bibliophile Ausgaben, und ab den 1960er-Jahren kümmerte sich auch der Reclam-Verlag darum, dass einige seiner Bücher mit Originalgrafiken ausgestattet wurden. Unterstützend beim Etablieren des bibliophile Buches wirkten stets Verleger, Kunsthistoriker, Buchkünstler und die jeweiligen Organisationen, die hinter ihnen standen. Dazu gehörte z. B. die „Pirckheimer-Gesellschaft“, die 1956 im Rahmen des Kulturbundes gegründet wurde und sich aus einer Gruppe von Sammlern und Bibliophilen und Mitarbeiter kleiner Galerien zusammensetzte, die sich um die Aufbereitung und Verbreitung von besonderen Drucken kümmerten. Das Engagement war einerseits wichtig, um die staatlichen Institutionen überhaupt dazu zu bewegen, Druckgenehmigungen zu erteilen, andererseits wurde damit auch eine Qualitätssicherung der Druckerzeugnisse erzielt, trotz der immer angespannten Material- und Druckereisituation. Die Kulturpolitik in der DDR kümmerte sich in erster Linie nur um das „bibliophile Massenbuch“, wie es Anneliese Hübscher formulierte, was bedeutete, dass das Buch zwar auf der einen Seite allen buchkünstlerischen Ansprüchen genügen sollte, allerdings auch gleichzeitig durch eine entsprechend hohe Auflage einem breiten Publikum zugänglich sein musste.
Für die Entwicklung der Buchillustration war auch die Tatsache wichtig, dass sehr bald nach dem Krieg die wichtigsten Lehreinrichtungen im Bereich der bildenden Künste wieder eröffnet wurden. Bereits im August 1945 waren es die Hochschule für Grafik und Buchkunst in Leipzig, 1946 die Kunstakademie, die spätere Hochschule für bildende Künste in Dresden sowie in den Jahren 1946/47 die Kunsthochschule Berlin-Weißensee, die ihren Lehrbetrieb wieder aufnehmen konnten. Hinzu kam die Gründung des Instituts für Buchgestaltung an der Leipziger Hochschule 1955, welches lange unter der Leitung des Buchgestalters Albert Kapr stand und der Buchkunst und speziell der Buchillustration neue Impulse gebend maßgeblich an der Weiterentwicklung des Handeinbandes und der Entwicklung neuer Schriftarten beteiligt war.
Vergleichend kann man sagen, dass in der DDR die Hochschulen und die Werkstätten die Rolle übernahmen, welche in der BRD die Künstlerpressen innehatten.

#### Das politische und verlegerische Umfeld in der DDR
Um die Buchillustration in der DDR besser beurteilen zu können, ist es notwendig, auch die Ausgangssituation zu beleuchten, die sich wesentlich von der in den westlichen Besatzungszonen unterschied. In der SBZ gab es nämlich kaum Illustratoren, die schon vor 1933 bekannt gewesen wären oder besonders herausragende Arbeiten hätten präsentieren können und damit den erwarteten künstlerischen Anschluss an das frühe 20. Jahrhundert geschafft hätten. Keiner der namhaften Künstler der 1930er-Jahre hatte sich im Osten niedergelassen. Auch die letzten dem Expressionismus verpflichteten Künstler, wie z. B. Charles Crodel in Halle, gaben nach kurzer Zeit ihren Kampf gegen die immer dogmatischer werdende Kunst- und Kulturpolitik auf und entzogen sich ihren Ämtern oder wurden ihrer enthoben.
Auch die Formalismus-Debatte, die jegliche Form künstlerischen Schaffens verbannte, die nicht mit der Vorstellung der „Theoretiker“ konform ging, trug ab 1948 stark dazu bei, dass Künstler wie Josef Hegenbarth und Max Schwimmer nicht mehr ihr Hochschullehramt ausübten. Der Vorwurf des Formalismus machte selbst vor proletarischen Künstlern wie Hans Grundig, der das Konzentrationslager überlebt hatte, oder Max Lingner, der – nach Frankreich emigriert – sich dort als Pressezeichner der kommunistischen Tageszeitung Le Monde verdient gemacht hatte, nicht halt. Ihren Höhepunkt erreichte die Formalismus-Diskussion im Bereich der Buchkunst eindeutig, als im Rahmen der Deutschen Buchkunst-Ausstellung von 1952 eine Arbeitskonferenz von der Staatlichen Kulturkommission veranstaltet wurde, auf der z. B. Josef Hegenbarth speziell wegen seiner Don-Quixote-Illustrationen massiv angegriffen wurde.
Beide Künstler bewiesen, stellvertretend für einige andere, große Standhaftigkeit in einer Zeit, die von Denunzierungen und Repressalien geprägt war, als sie ganz unbeirrt ihren Weg gingen und immer wieder Verlage fanden, die ihre Bilder publizierten. Schwimmer, Lingner und auch der um einiges jüngere Werner Klemke, der 1949 sein erstes illustriertes Buch veröffentlichte, dominierten lange Zeit die Buchillustration in der DDR. Ihre Schüler wiederum trugen stark zur Vielfalt des illustrierten Buches in den 1960er- und 1970er-Jahren bei, wobei ihnen ihre fundierte handwerkliche Ausbildung, die ihnen im Umgang mit den verschiedenen grafischen Techniken an der Hochschule zukam, ein großer Vorteil war.
Die Buchillustration war immer geprägt von der Vielfalt der grafischen Techniken. Die Zeichnung mit Stift oder mit der Feder in Tinte oder Tusche dominierte dabei. Daneben gab es Aquarelle und Ölminiaturen für das Buch. Die dominierende Technik war allerdings der Holzstich und der Holzschnitt; auch der klassische Kupferstich feierte seine Renaissance. Die Schnitt- und Stichtechniken wurden nicht nur von der bekannten „Leipziger Stecherschule“ praktiziert, sondern auch von den Klemke-Nachfolgern und von vielen Einzelkünstlern. Die Punzenstiche Hermann Naumanns wurde zu seinem persönlichen Markenzeichen. Viele abgewandelte Arten dieser Techniken, wie Schabplatt oder Piacrylstich werden auch teilweise aus Materialmangel angewandt. Auch die Lithographie und die Radierung sind verbreitet, und ab den 1980er-Jahren illustrierte man Bücher vermehrt mittels Collagen oder Fotografien.
Einige Künstler führten technische Experimente durch, so wie z. B. in den 1960er- und 1970er-Jahren Ruth Knorr, Hans Ticha oder Manfred Butzmann. Die versuchten die damals noch notwendigen Zwischenstufen der Fotografie mit ihren Verlusten auszuschalten. Ruth Knorrs Illustrationen zeichneten sich durch ihre körnige Struktur aus. Diese erzielte sie, indem sie mit der Nadel in körniges Milchglas ritzte oder auf die Filmfolie zeichnete. Sie hat mit Farbfolien experimentiert oder ihre Ideen auf unterschiedlichem Material verwirklicht, das sie dann in der Fotografie zusammenführte. Diese ungewöhnlichen Techniken wurden aber bald wieder aufgegeben, da es häufig an den technischen Mitteln fehlte. Auch hier zeigt sich wieder einmal, wie schwer es einem Staat fiel, Neuerung im Buchwesen und in der Buchillustration zu erlangen, dem es derart an nichtindustriellen Formen der Buchherstellung mangelte.

### Die Illustration nach der Wiedervereinigung
Nach dem Berliner Mauerfall wurde 1990 die Sisyphos-Presse von Elmar Faber ins Leben gerufen. In alter Pressendruck-Manier war dieser Verlag um die Einheit von Text und Schrift, Papier und Druck, sowie Illustration und Einband bemüht. Sie publizierte limitierte deutsche Erstauflagen von Autoren wie Wolfgang Hilbig, Gabriel García Márquez und Christoph Hein, ausgestattet mit Originalgrafiken zeitgenössischer Künstler wie Bernhard Heisig oder Alfred Hrdlicka. Auch Kleinverlage, wie z. B. die Katzengraben-Presse in Berlin-Köpenick, widmeten sich ebenfalls diesen außergewöhnlichen Pressendrucken. Christian Ewald und Ralf Liersch brachten ab 1990 Künstlerbücher mit marginalen Themen in Kleinstauflagen von 999 Exemplaren heraus. Das Buch Ostberliner Treppengespräche von Jan Silberschuh (Okt. 1990), das als letztes noch aus DDR-Zeiten stammt, wurde begehrtes Sammelobjekt.
Im Westen gründeten Roswitha Quadflieg (* 1949) und Wolfgang Tiessen Verlage und Pressen, um individuelle Bücher zu drucken. Roswitha Quadflieg, die in ihrer in Hamburg gegründeten Raamin-Presse (1973) alle anfallenden Arbeiten – von der Textauswahl bis zum Holzstich – selbst ausführt, gilt als Einzelgängerin und ist unter den Frauen die wohl bekannteste Buchkünstlerin. Die Einbände entwirft sie zusammen mit dem Hamburger Buchbinder Christian Zwang (* 1932), der auch für die Otto-Rohse-Presse in Hamburg und Gunnar Kaldewey in Poestenkill (New York) arbeitet. Es war Gotthard de Beauclair, der der Mentor des 1930 geborenen Wolfgang Tiessen wurde. 1977 erschien in der Edition Tiessen als erster Druck, in 115 Exemplaren, Über das Große und das Kleine von Adalbert Stifter, mit Farbradierungen von Ferdinand Springer. Den Verlag führte er, unterstützt von seiner Frau, alleine und war gleichzeitig sein eigener Schriftsetzer und Buchgestalter. Sämtliche Werke hat er in seiner geliebten Original-Janson-Antiqua gesetzt und sie von Heinz Sparwald drucken lassen.
Der Verlag Zweitausendeins, der sich aus der Studentenbewegung entwickelt hat, bewegte sich sehr massenwirksam auf dem Markt für illustrierte Bücher und wurde als Versand für Bücher und Tonträger als preiswerte Edition im Bundesgebiet bekannt. Experimentelle Arbeiten wurden populär, wie z. B. 1982 Fliegerpapier von Dashiell Hammett und Hans Hillmann, oder Eckhard Henscheids Geht in Ordnung sowie die Illustrationen von Robert Gernhardt in genau. In der Kriminalgeschichte Fliegerpapier wurde das klassische Text-Bild-Verhältnis umgekehrt: Jetzt dominierte die Illustration, mit doppelseitigen Bildern, und die Erzählung von Dashiell Hammett ist zur Bildlegende geschrumpft. An Stellen, wo das Bild für sich spricht, wurde der Originaltext stark gekürzt, aber noch als gesonderter Druck beigelegt. Franz Greno, der für die Typografie verantwortlich war, wählte eine Antiqua „Old Stile“, gesetzt wurde auf der Monotype-Setzmaschine und gedruckt im Offsetverfahren.

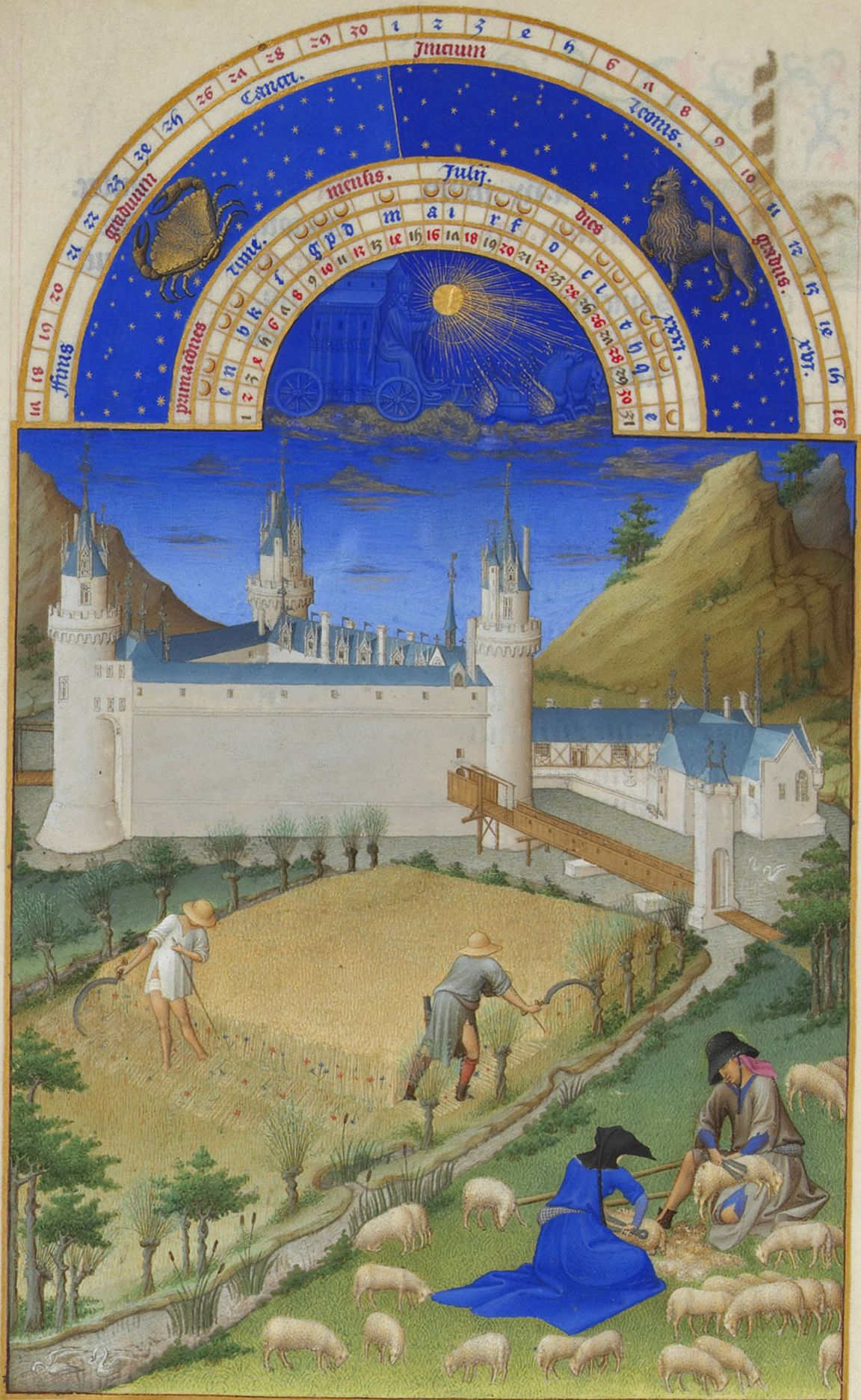
Faksimile des Monats Juli aus dem Stundenbuch des Duc de Berry

In der postmodernen Zeit ist die Buchillustration, außer beim Kinderbuch, bedeutungslos geworden. Im Kontrast dazu steht die vermehrte Faksimileproduktion, aufgrund der wachsenden Vorliebe, die besonders seit den 1980er-Jahren zu beobachten ist. Die kostbaren Bücher wurden gleichzeitig als „Sammlerschatz und Wertanlage“ angepriesen. Auf besonderes Interesse stießen in den 1990er-Jahren die Faksimile-Ausgaben der Stundenbücher des Jean de Valois, duc de Berry aus dem 15. Jahrhundert, die der Luzerner Faksimileverlag herstellte. Das Evangeliar Heinrich des Löwen wurde vom Inselverlag faksimiliert und der Urs-Graf-Verlag in Bern bildete irische Handschriften nach. S. Fischer und die Wissenschaftliche Buchgesellschaft boten sowohl Einzelseiten als auch Gesamtwerke an. In Graz wurden wertvolle wissenschaftliche Handschriften von der Akademischen Druck- und Verlagsgesellschaft faksimiliert, die mit ihrem Programm 'Codices selecti' zu den größten Faksimile-Verlagen gehört.

#### Die Buchillustration in den 1960er-Jahren – die Zeit der Antiästhetik
Nachdem in den 1950er-Jahren Kunst und Politik strikt getrennt waren, folgte in den 1960er-Jahren die Politisierung von Literatur und damit auch der Buchillustration. Die Arbeitswelt wurde zum Thema. Einige Zeitgenossen standen aber der neu etablierten Literatur skeptisch gegenüber, und so trat der bürgerlichen Kunsttheorie eine kollektive, anonyme, anarchische Untergrundliteratur entgegen und brachte Alternativpressen mit sich, die provokante und formlose Drucke veröffentlichten. Die Bücher und ihre Illustrationen hatten nur noch die Subjektivität als gemeinsamen Nenner. Es ging den Buchkünstlern nicht so sehr um die künstlerische Vollkommenheit, als vielmehr um den spontanen Ausdruck und die Verdichtung der jeweiligen individuellen Sprache. Die einen reagierten in aggressiven Collagen, die anderen versprühten einen verqueren Humor, wieder andere verdrehten die Bildsprache bekannter Superhelden-Comics in ihr kritisches Gegenteil, und einige äußerten sich wiederum unkompliziert und direkt in ihren Drucksachen.
Die offizielle Buchmesse in Frankfurt wurde in den Jahren 1967 bis 1970 gestört und es wurde eine Art „Gegenbuchmesse“ veranstaltet. Seit 1970, dem Todesjahr von Victor Otto Stomps, der die Inspiration dazu gab, veranstalten die alternativen Verlage eine eigene Messe, die Minipressen-Messe in Mainz, die alle zwei Jahre abgehalten wird. Die Illustratoren waren provokativ und bezogen gerne auch die Pressendrucker in ihre häufig experimentelle Arbeit mit ein. Im Fokus des Interesses standen nicht die namhaften Autoren, sondern jene, die sich erst noch etablieren mussten, wie damals Gabriele Wohmann oder Botho Strauß. Christoph Meckel, der 1935 in Berlin geboren wurde, wurde durch seine Arbeiten für die Eremiten-Presse zum bekannten Autor und Illustrator. Die Darstellungsformen der Illustrationen reichten vom Dada- und Surrealismus bis zur Pop-Art.
Einige Vertreter der revolutionären Kunstszene haben sich später dem Markt angepasst. Günther Uecker (1930–2025) verstand das Buch als ein „kinetisches“ Objekt und verwendete als Markenzeichen Eisennägel, die ihre Spuren im Buch hinterließen. Dabei sticht sein Mappenwerk Vom Licht (1973) hervor, das er mit zwölf Prägedrucken ausgestattet hat.

#### Neue Bildreproduktionstechniken
Nachdem Anfang des 20. Jahrhunderts bereits der Weg der fototechnischen Reproduktion eingeschlagen wurde, entwickelten sich auch rasch neue Techniken zur Herstellung von Druckformen für die Bildwiedergabe. Im Fall der Reproduktionsfotografie konnten die Bildvorlagen so genannte Durchsichtvorlagen sein, wie das Diapositiv zum Beispiel, oder auch Aufsichtvorlagen wie Fotoabzüge, Zeichnungen oder Gemälde.
Arbeitsschritte
- Aufnahme mit der schwingungsfrei auf Schienen gelagerten Reprokamera
- Entwicklung des Negativfilms
- Filmkopie im Kontakt-Kopierverfahren
- Erzeugung des Positivfilms (Das Negativ konnte zur Herstellung von Strichätzungen oder Autotypien im Buchdruck verwendet werden)

Der Positivfilm war die Vorlage für die Buchdruckklischees und Offsetplatten in der Druckerei. Diese wurden gegebenenfalls durch den Lithografen nachgebessert. Die komplizierte Arbeit erforderte hohes Können, da die Qualität der Reproduktion auch die spätere Druckqualität entscheidend beeinflusste.
In den 1960er-Jahren beschleunigte sich die Weiterentwicklung rapide: Zunächst wurde die herkömmliche fotografische Technik perfektioniert, die bald durch die elektronische Scanner-Technik Konkurrenz bekam. Der von Alex Murray (* 1937) erfundene Scanner tastet die Vorlage mit einem Lichtstrahl ab, misst Farb- oder Grauwerte, rastert sie als Punkte und sendet die Daten an den Computer, an den er angeschlossen ist. Der digitale Punktraster entspricht dem fotografischen Rasterprinzip: Je kleiner der Punkt, desto heller, je größer der Punkt, desto dunkler wirkt die Stelle. Dieses Prinzip war wichtig, da das Endprodukt bis zur Einführung des digitalen Plattendrucks ein kopierfähiger Film sein sollte.
Die Klischeevorlage, also der mit Bild und Schrift belichtete Film, war in der Scannertechnologie somit zunächst dieselbe wie in der Reproduktionsfotografie, lediglich der Weg dorthin hat sich verändert. Digitale Bildbearbeitungssysteme machen es möglich, die Farbbilder noch vor der Filmfertigstellung am Bildschirm zu kontrollieren und zu manipulieren. Bildteile konnten hinzugefügt oder entfernt, Farben und Kontraste verändert werden und zur Entfernung eines Farbstichs waren von nun an keine teuren Retuschen mehr nötig.
Mitte der 1980er-Jahre wurde es durch Flachbettscanner für Schwarz-Weiß möglich, Halbtonabstufungen, die vom tiefsten Schwarz bis zum hellsten Grau reichten, zu reproduzieren. Im Fall der Vierfarbreproduktion verließ man sich auf den Farbauszugsscanner, um einzelne Farben vom dunkelsten zum hellsten Farbton zu erzeugen, sodass die Reprokamera fast nur noch für Strich- oder Volltonaufnahmen genutzt wurde. Da die Bildkorrekturverfahren vereinfacht wurden, sanken auch die allgemeinen Produktionskosten.

### Die Internationalisierung der Buchillustration
Seit Beginn des 20. Jahrhunderts haben mehrere Faktoren zur Internationalisierung der Buchillustration beigetragen: Die übernationalen Verbindungen, die weltoffene Haltung der Leser und die neuen Mittel- und Möglichkeiten zur Bildreproduktion. Diesen Sachverhalt veranschaulichen die Illustrationen von Mishima Yunosuke von 1904, allgemein die Übernahme klassischer fernöstlicher Holzschnitte in die Literaturübersetzungen des Insel-Verlages oder auch die Illustrationen von Anatoli Kaplan, die vor allem zur jiddischen Literatur angefertigt hatte.
Durch diese vielschichtigen Wechselbeziehungen auf internationaler Ebene wurden die überlieferten Werke klassischer Weltliteratur sowie die der Gegenwartsliteratur wieder beliebtes Illustrationsobjekt. In den Arbeiten spiegeln sich die zahlreichen künstlerischen Ausdrucksformen, Stile und Techniken wider, die von nationalen Strömungen beeinflusst worden sind.

### Wettbewerbe, Auszeichnungen und Werbung rund um das illustrierte Buch
Die Buchillustration erfährt ihre größte Resonanz dort, wo ihre Förderung und Verbreitung im Bereich der Buchproduktion Bestandteil des allgemeinen Bildungsprozesses sind. Die Bedeutung des künstlerisch illustrierten Buches äußert sich in nationalen und internationalen Wettbewerben und Ausstellungen, wie zum Beispiel die Prämierung der Schönsten Bücher des Jahres.
Schon in der Weimarer Republik entwickelte sich ein ähnliches Konzept, wie es heute die Stiftung Buchkunst verfolgt. Initiiert durch Hugo Steiner-Prag im Jahr 1927, fand von 1929 bis 1932 in Leipzig ein Wettbewerb statt, bei dem die fünf schönsten Bücher ausgezeichnet werden sollten, um Leistungen in der Typografie und der Buchbinderei zu würdigen. Im Zweiten Weltkrieg wurde der Wettbewerb ausgesetzt und ab 1951 in Frankfurt durch Ludwig Hauswedell wieder neu belebt.
Auch in der DDR gab es einen ähnlichen Wettbewerb, der die schönsten Bücher prämieren sollte.
In der Bundesrepublik war zunächst der Börsenverein der Veranstalter, bis der Wettbewerb 1966 in die Verantwortung der Stiftung Buchkunst, die in der Sammlung Buchkunst wurzelte, übergeben wurde. Nach der Wiedervereinigung Deutschlands wurde die Veranstaltung von der Stiftung Buchkunst gesamtdeutsch unter dem Namen Die schönsten Bücher Deutschlands (heute Die schönsten deutschen Bücher) durchgeführt. Die prämierten Bücher wurden auf den Buchmessen präsentiert und traten gegen die internationale Konkurrenz in Leipzig, bei dem Wettbewerb Schönste Bücher aus aller Welt an.
Die Bücher werden nach zehn Gruppen getrennt beurteilt:
- Das wissenschaftliche Buch
- Sachbuch
- Schaubuch
- Kinder- und Jugendbuch
- Bibliophile Ausgabe
- Katalog
- Allgemeine Literatur
- Sonderfälle

Bewertungskriterien:
- Gestaltung (Typografie, Grafik)
- Technik (Satz, Umbruch, Papier, Reprodruck und Druck)
- Buchbinderische Verarbeitung

Der Name des Wettbewerbs und auch die Bewertungskriterien änderten sich häufig im Laufe der Jahre. Ab 1971 machte sich auch das verstärkte Aufkommen von Taschenbüchern bemerkbar, und die experimentelle Ästhetik der Alternativen Pressen und Kleinverleger brachte die Maßstäbe der Buchkunst ins Wanken.
Die deutsche Teilung bewirkte, dass einer der bedeutendsten deutschen Buchkunstpreise ohne interne Abstimmung an zwei verschiedenen Orten überreicht wird: Der Gutenberg-Preis wurde zum einen seit 1959 in Leipzig alljährlich auf der Leipziger Buchmesse verliehen, zum anderen in der Stadt Mainz, wo man sich den 500. Todestag Johannes Gutenbergs zum Anlass nahm, um ihn seit 1969 alle drei Jahre zu vergeben. In der Konsequenz der Wiedervereinigung einigte man sich 1994 auf eine abwechselnde Vergabe des Preises im jährlichen Turnus in beiden Städten.
Diejenigen Bücher, die auf Grund ihrer Ausstattung oder sonstiger buchkünstlerischer Merkmale hervorstechen, finden häufig ihren Platz in gesondert aufgestellten Beständen von Bibliotheken und Museen.
Da die Buchillustration eine wenig beachtete Kunstform war und auch immer noch ist, ist es wichtig, dass zumindest in Fachkreisen mittels entsprechender Werbeorgane über die Fakten und Neuerungen dieses Bereiches informiert wird. Curt Visel hat sich um die Werbung rund um das illustrierte Buch und die Erschaffung eines Kunstforums verdient gemacht, nicht zuletzt mit seiner Fachzeitschrift Illustration 63.